# サンフランシスコ
サンフランシスコ市郡（サンフランシスコしぐん、英語: City and County of San Francisco、漢字表記「桑港」）、通称サンフランシスコ（San Francisco） は、アメリカ合衆国西海岸にあるカリフォルニア州の北部に位置する都市であり、北米有数の世界都市。

## 概要
ロサンゼルスと共にカリフォルニア州の経済、工業の中心地として知られている。2022年9月にイギリスのシンクタンクが公表した調査によると、サンフランシスコは世界5位の金融センターである。
サンフランシスコ自体の人口は80万5235人（2010年国勢調査）だが、対岸のオークランドなどを含めた都市圏（アメリカ合衆国大都市統計地域：MSA）の人口は472万9483人にも上り、全米第12位の規模。更に南岸のサンノゼを加えたサンフランシスコ・ベイエリア全体の人口は966万6055人で広域都市圏（合同統計地域：CSA）としては全米6番目の規模である（いずれも2010年国勢調査）。それゆえに大規模なダウンタウンが形成されており、近代的なビルが建ち並ぶ。シリコンバレーやカリフォルニア大学バークレー校にも近く、コンピュータ系の企業も多い。
気候は地中海性気候に属し、一年を通して気温の差が比較的小さく、住みやすい都市である。急な坂が多く、深い霧に覆われることでも有名である。都心から20kmほど南下すると、サンフランシスコ国際空港がある。
観光地としての評価も非常に高い都市であり、外国人のみならず、アメリカ人の間でも訪れたい都市の上位にランクされている。有名な観光スポットとしてゴールデン・ゲート・ブリッジ（金門橋）やフィッシャーマンズワーフ、ツインピークス等が挙げられる。市内を走る伝統あるケーブルカーも人気が高い。
アメリカのシンクタンクが2017年に発表した総合的な世界都市ランキングにおいて、世界13位の都市と評価された。アメリカの都市ではニューヨーク、ロサンゼルス、シカゴに次ぐ4位である。
また森記念財団が発表したGPCI都市総合力2024で第26位とされている。

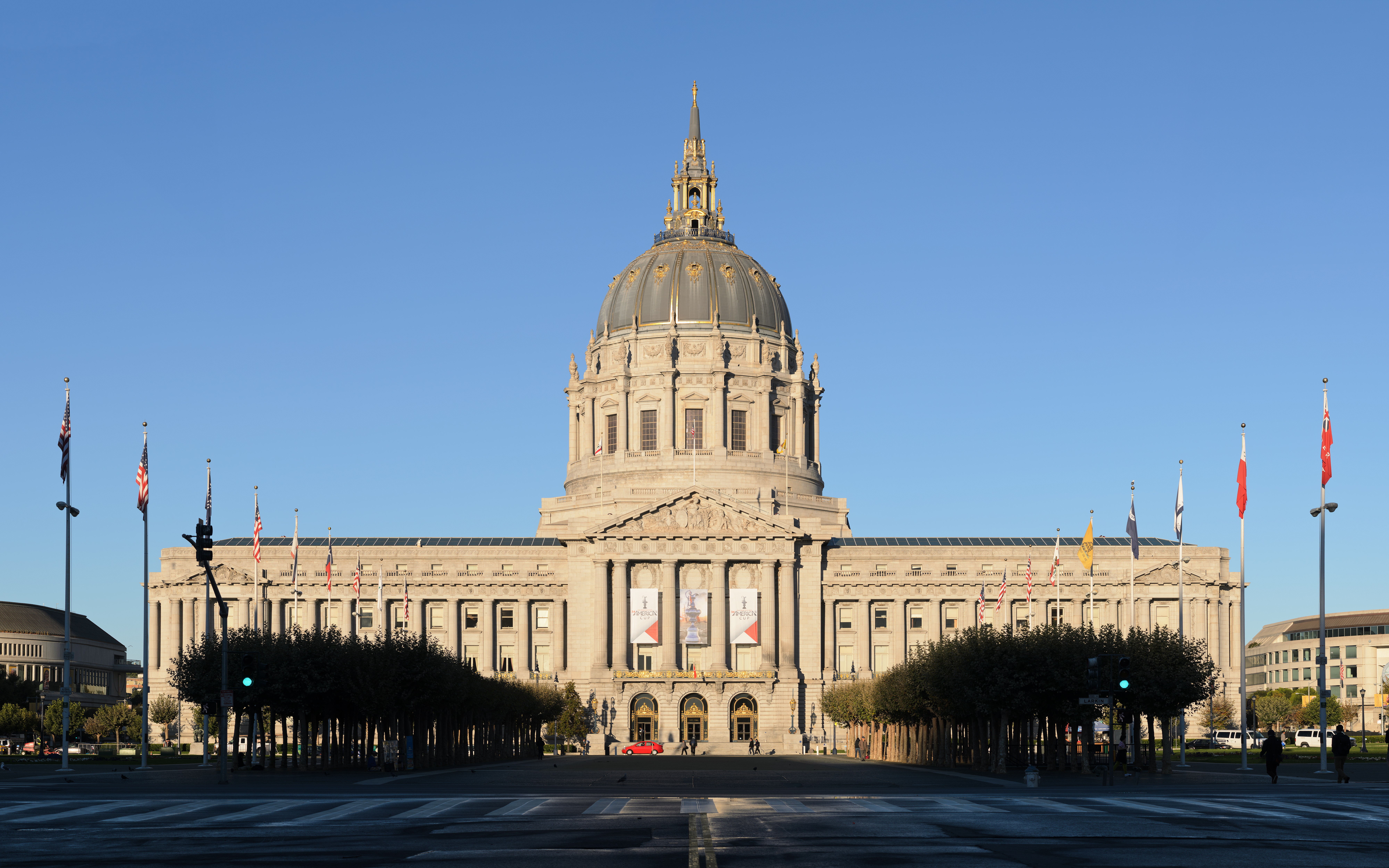
サンフランシスコ市庁舎
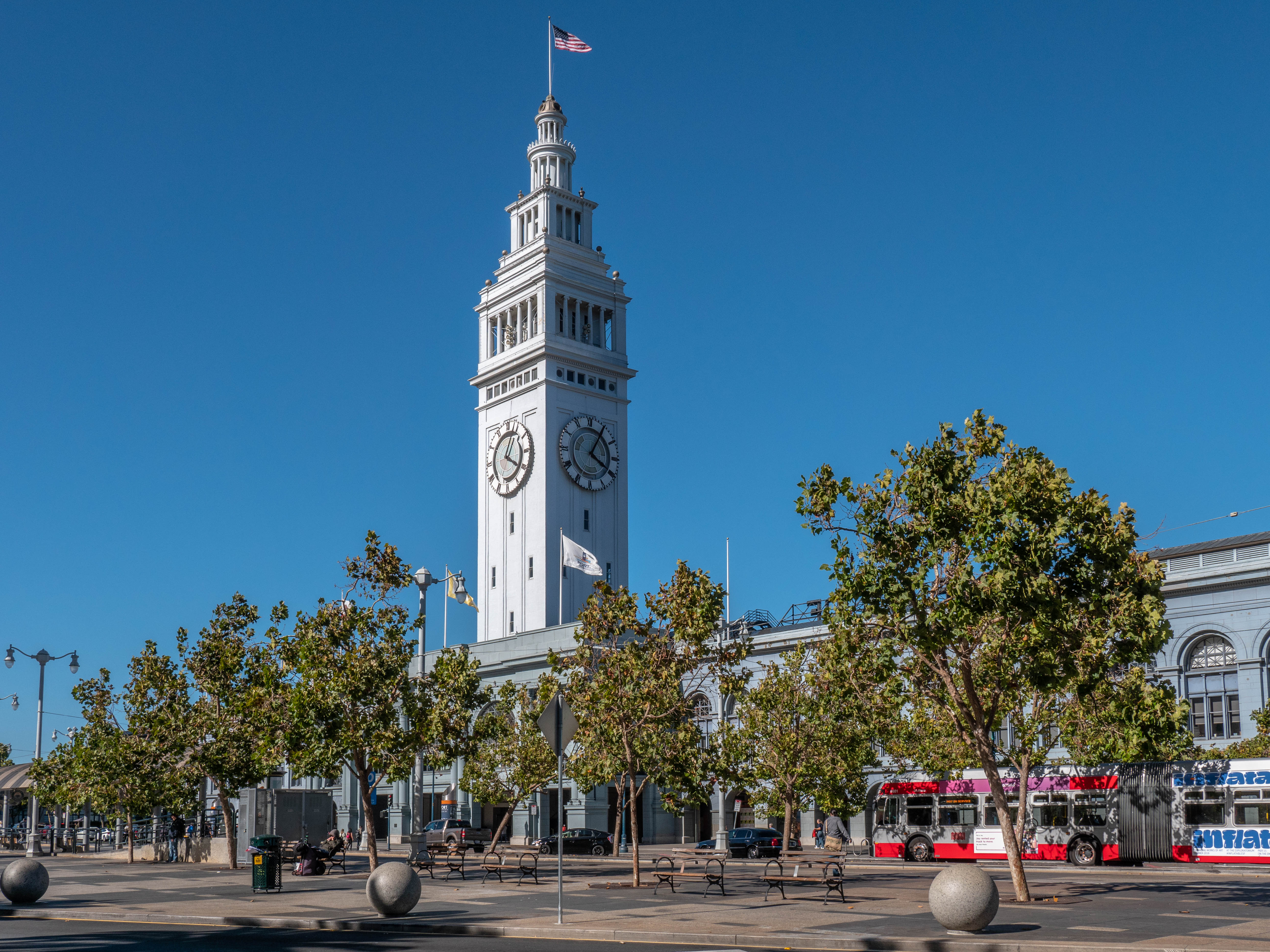
サンフランシスコ・フェリービル
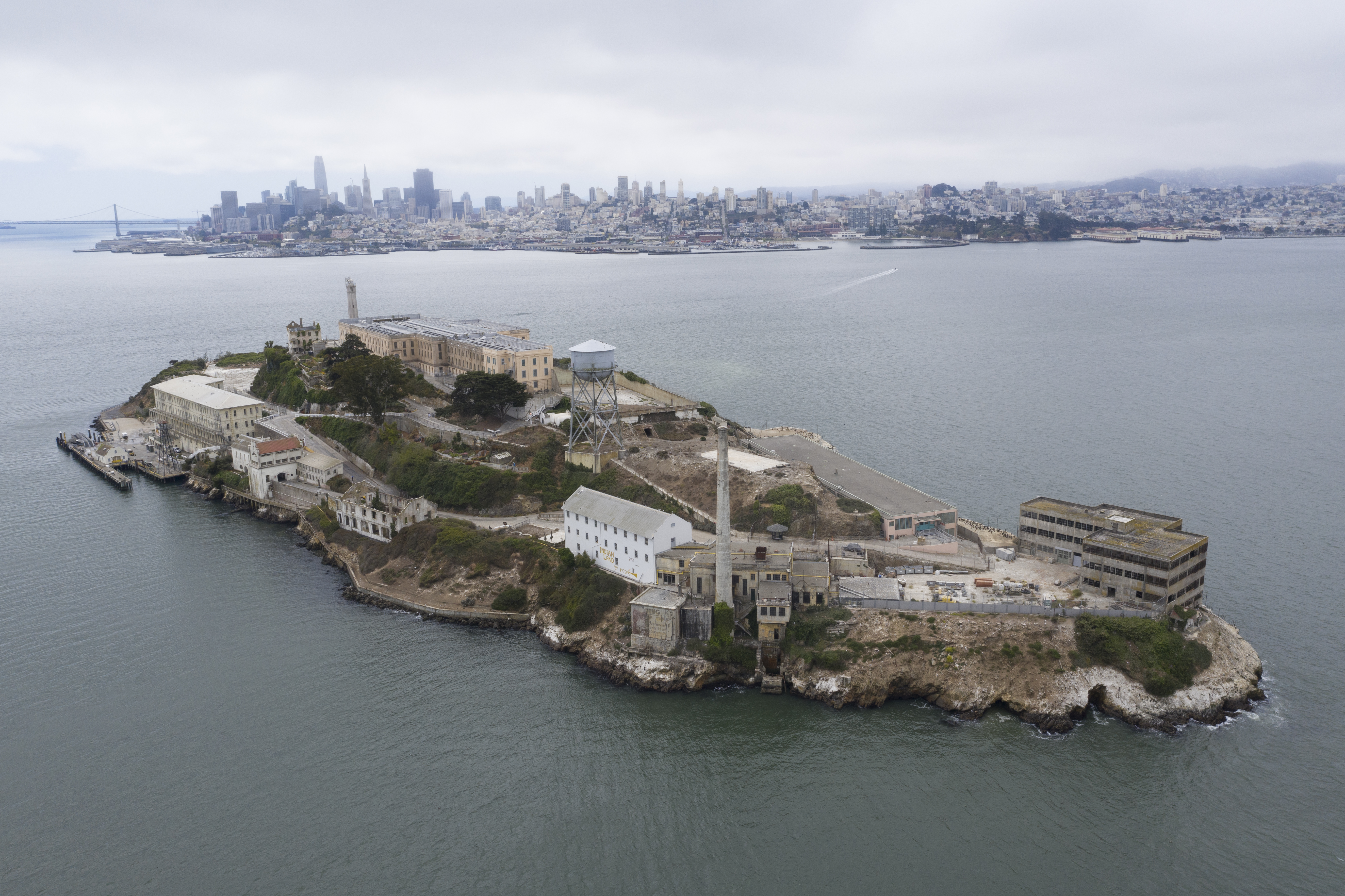
アルカトラズ島
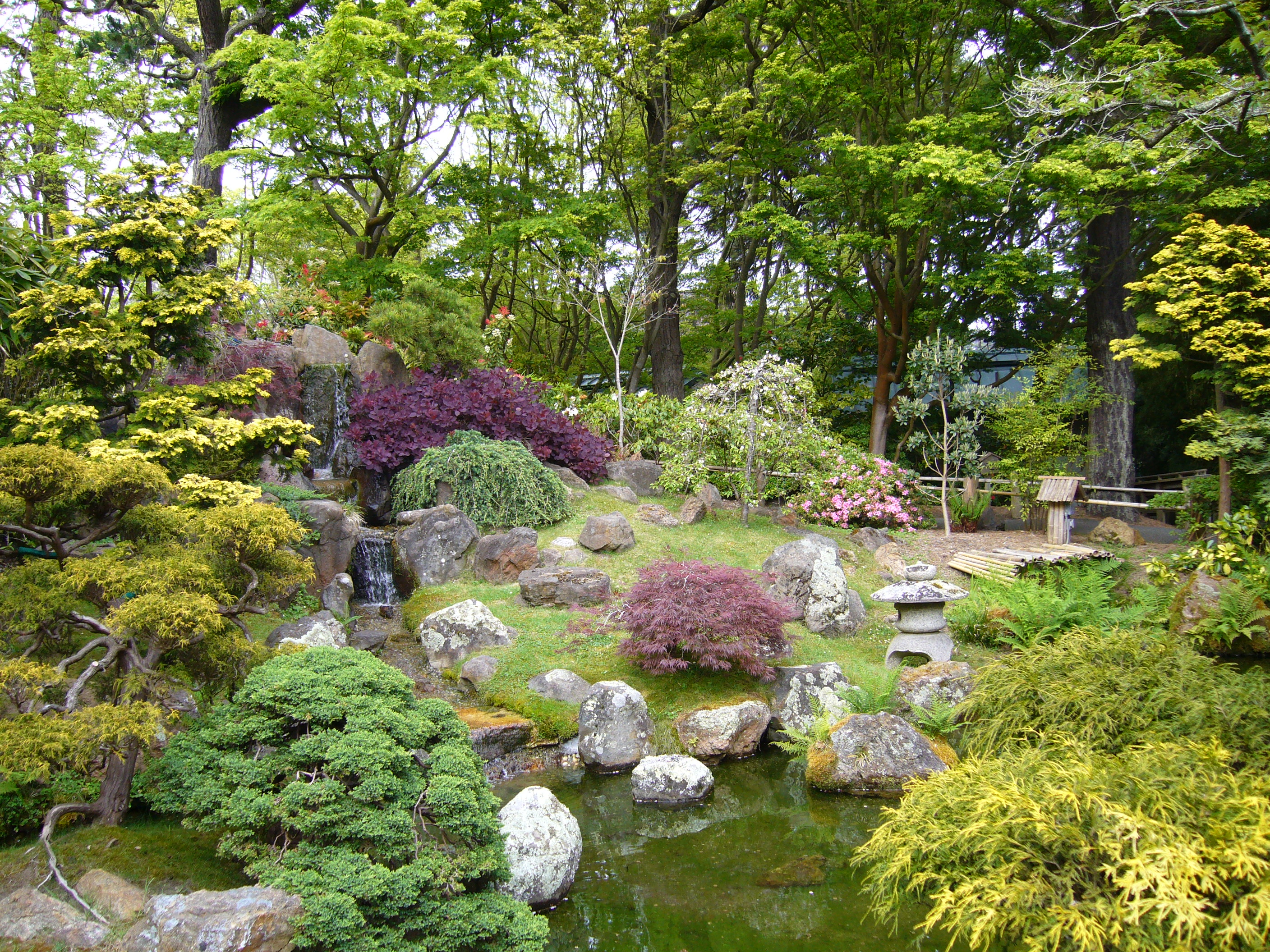
日本茶庭園

### 地名の由来
1847年以来、公式にはSan Franciscoと呼ばれている。この地名は、当地にあったスペイン語名の教会ミッション・サン・フランシスコ・デ・アシス（Misión San Francisco de Asís）の一部から採ったともされているが、結局のところ聖フランシスコのスペイン語表記（San Francisco）そのままであり、人物名を冠した地名でもある。
San Franciscoと命名される以前は、この地の北東の範囲はスペイン語で "El Paraje de Yerba Buena"（良い草の場所） と呼ばれており、実際、草が生い茂っていたからそう命名された。 

### 略称、異称
地元とベイエリア周辺では単純に愛情を込めてthe City（ザ・シティ）と呼ぶ（この場合、Cは大文字にする）。頭文字で「SF」と略すことは地元の人でも、他地域の人でも大丈夫で、違和感が無い。
アメリカの他地域の人は短縮して「サンフラン」（San-Fran）と呼ぶこともある。だがこの呼び方は地元の人の耳には「自分はサンフランシスコの人間ではない。他地域の者（よそ者）です」とわざわざ言っているように聞こえる効果を生むので、現地では言わないほうが良い。「フリスコ（Frisco）」と呼ぶ人も一部にいるが、最近では他の地域の高齢者の一部が今でもこう呼ぶくらいで、近年では他地域ですら若い人の間ではほとんど使われておらず、かなりの違和感を覚える人がほとんど、という状況になっており、「サンフランシスコをFriscoと呼ぶな！」というホームページまで大々的に開設されている。
現地の日系人社会では桑港と表記される。桑港は、「サンフランシスコ」を音訳した「桑方西斯哥」の頭文字「桑」（サン）に、港町である事を示す「港」を加えたものである。この漢字表記は、現地の日系社会の商店や日本語学校などの名称によく見られ、ジャパンタウン（日本人街）にある曹洞宗の寺院も「日本山桑港寺（そうこうじ）」である。
一方、当初当地の華人（中国人）たちは旧金山（舊金山）と表記した。これは1849年に起こったカリフォルニア・ゴールドラッシュに由来し、サンフランシスコを「金山」と呼んだ。後にオーストラリア・ビクトリア州などの地域でもゴールドラッシュが起きると当地は旧金山と呼ばれるようになった。（「新金山」はメルボルンを指す。）当地の中国系社会では桑港と同様に広東語で「サンファンシー」の音を当てた三藩市が旧金山よりも多用される傾向があり、市当局も中文での名称を三藩市市縣政府としている。
日本国内では、（航空機での渡航の対象として）「シスコ」の略称で呼ばれることもある。

## 地理

### 地勢

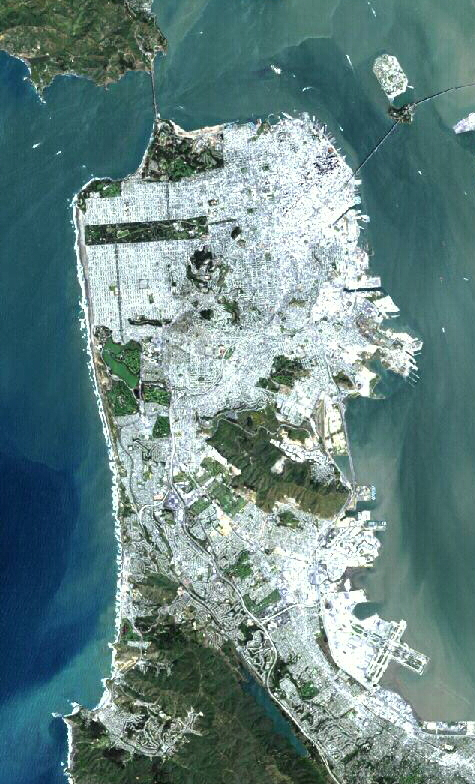
サンフランシスコ半島の衛星写真。

サンフランシスコは、アメリカ西海岸、サンフランシスコ半島の先端に位置し、半島の周囲をめぐる太平洋とサンフランシスコ湾の広い海域も市の領域に含まれる。 アルカトラズ島、トレジャー島、イェルバ・ブエナ島、アラメダ島の一部、レッドロック島、エンジェル島といった島々も市に属する。また、太平洋の43km沖合にある無人島のファラロン諸島も、同様に市に属する。本土部分はおおまかに7マイル（11.3キロメートル）四方の正方形をなしているとよく表現される。ただし、水域を含む総面積は232mi2 (600km2) である。

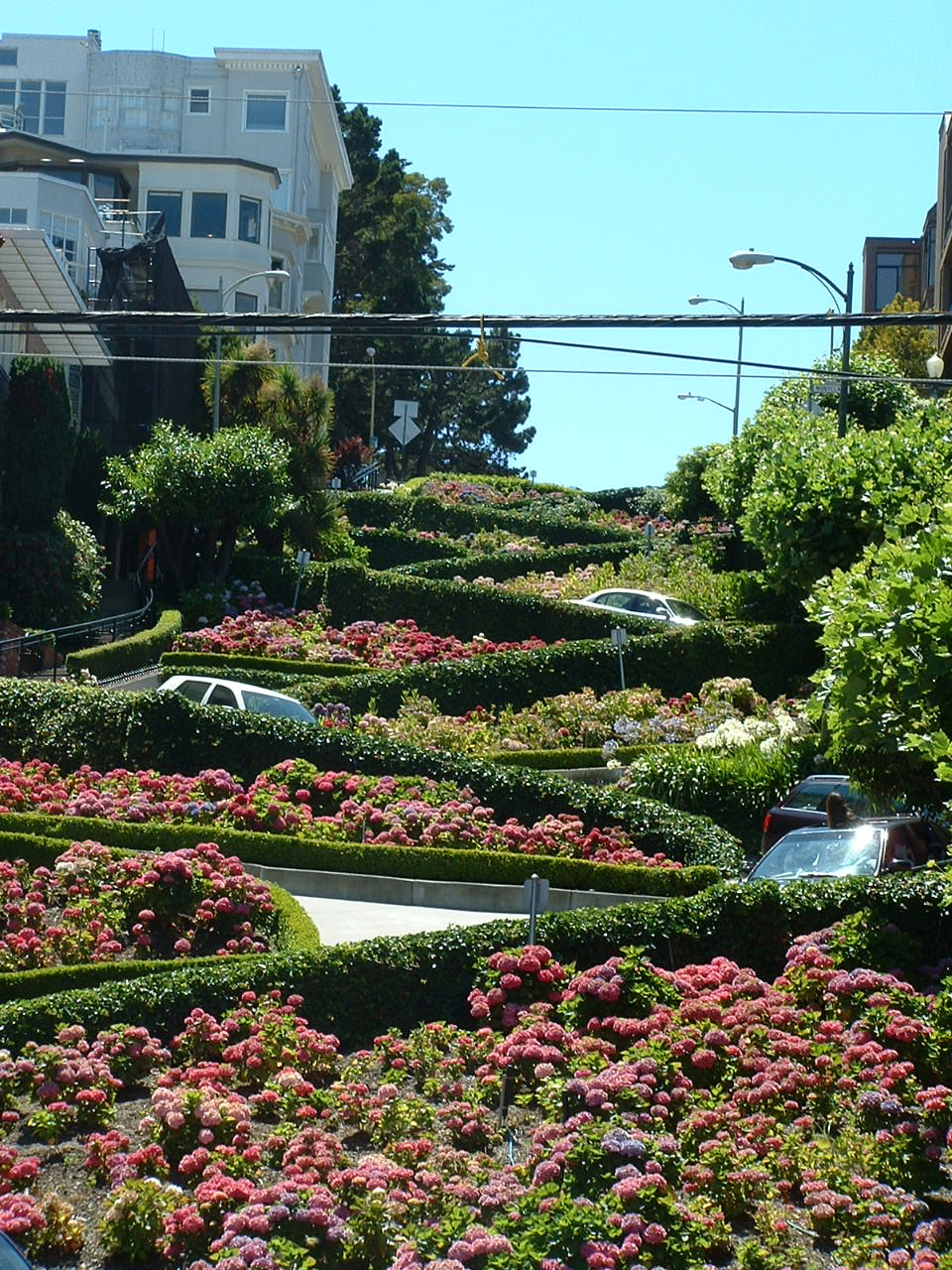
ロシアン・ヒルから、ロンバード・ストリートの曲がりくねった坂道を下ってくる車。

サンフランシスコは、丘が多いことで有名である。市内には50以上の丘がある。ノブ・ヒル、ロシアン・ヒル、パシフィック・ハイツなど、丘の名前からとられた町名もある。市の地理的中央部（ダウンタウンから見て南東方面）には、高い丘が連なっており、この辺りは人口密度が低い。ツインピークスは、市の中でも高い場所に二つ並ぶ丘であり、展望場所として人気がある。標高が最も高い丘はマウント・デビッドソンで、282メートル（925フィート）であるが、1934年、頂上に高さ31メートル（103フィート）の十字架が建てられた。この付近には、赤と白に塗られたラジオ・テレビ電波塔のスートロ・タワーがそびえ立っている。
サンアンドレアス断層とヘイワード断層という二つの断層が、市域の近くを走っており、これが、多くの地震を引き起こすこととなっている。1906年と1989年の大地震を引き起こしたのは、いずれもサンアンドレアス断層のずれが原因であった。小規模の地震は、日常的に起こっている。大地震の脅威にどう対処するかが、市のインフラ整備の上でも重要な要素となっている。市はこれまで度々建物の耐震基準を引き上げており、古い建物については補強工事を、新規の建設については高い耐震技術水準を求めている。しかし、今でも耐震性の弱い中小の建物が何千棟も残っている。
サンフランシスコの陸地は、埋立てによって広がっている。マリナ地区、ハンターズ・ポイント地区のそれぞれ全部、またエンバーカデロ地区の大部分は、埋立地にある。トレジャー島は、湾内から浚渫した土砂や、ベイ・ブリッジ建設中にイェルバ・ブエナ島のトンネルを掘削した際の土砂で作られた人工島である。これらの土地は地震に対してもろく、液状化現象によって建物等に甚大な被害が及ぶことは、1989年のロマ・プリータ地震の時、マリナ地区で見られたとおりである。

### 気候

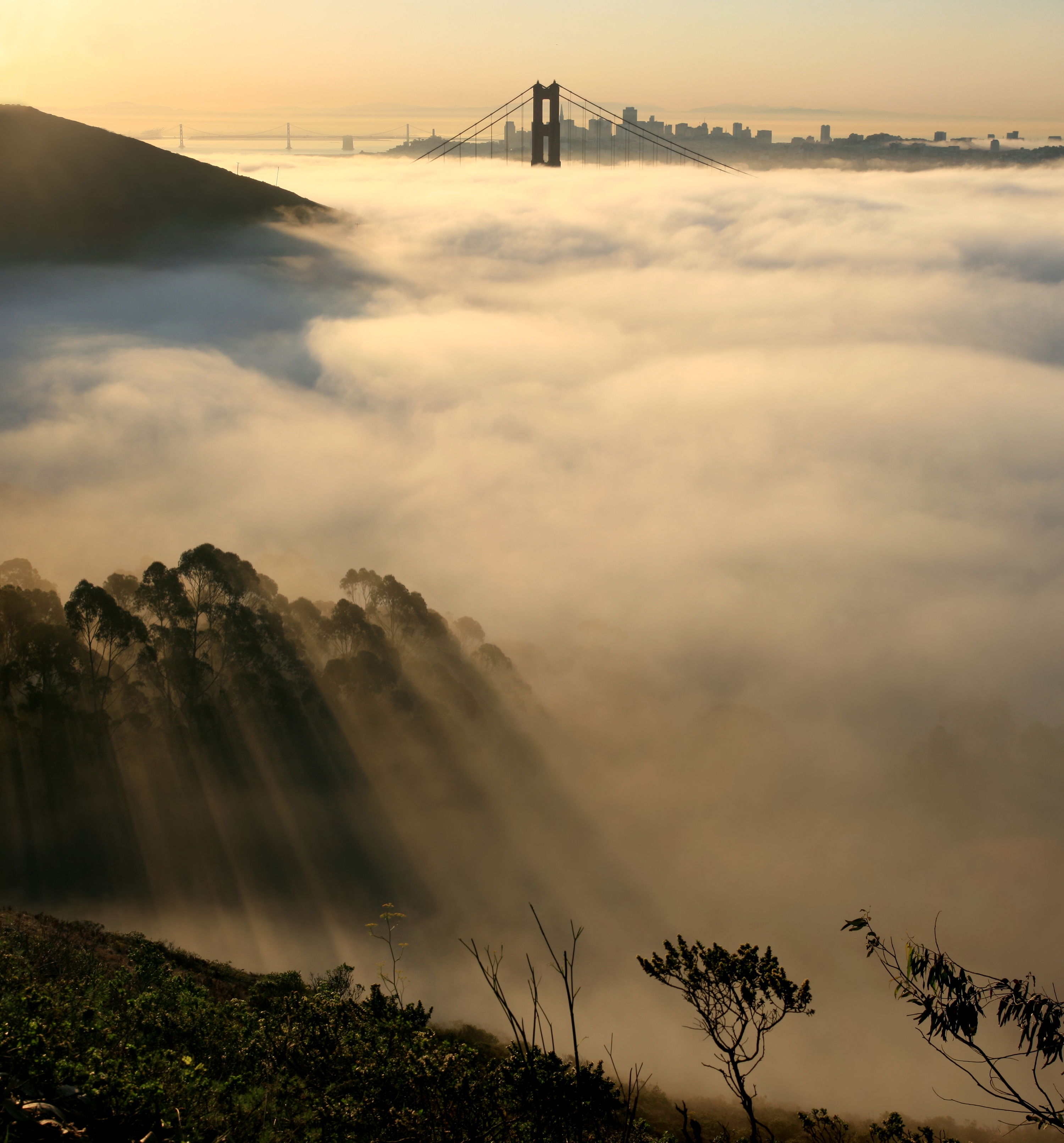
サンフランシスコの霧は夏の風物詩である。

サンフランシスコの気候は、地中海性気候であり、ケッペンの気候区分ではCsbに当たる。冬は温暖で降水量が多く、夏は気温が低く、乾燥している。三方を海水面に囲まれているため、太平洋の冷たいカリフォルニア海流の影響により、季節による温度変化が少ない穏やかな気候である。気温が24°Cを超えるのは、年平均わずか29日である。アメリカの主要都市の中では夏の気温が最も低い。5月から10月までは乾燥しており、平均最高気温は月によって18°C から21°C 、平均最低気温は月によって11°C から13°Cである。一方，11月から4月までは雨が多く、平均最高気温は月によって14°Cから18°C、平均最低気温は月によって8°Cから11°Cである。雨の日は年平均67日、年平均降水量は538mm。雪が降ることは極めて稀で、記録の残る1852年以来、わずか10回しかない。
アメリカ国立気象局による記録史上の最高気温は、1988年7月17日及び2000年6月14日の39°C、最低気温は1932年12月11日の零下3°Cである。

カリフォルニア内陸の渓谷地帯で、暖められた空気が上昇して気圧が低くなるため、北太平洋高気圧からの風がゴールデン・ゲート海峡を通って内陸に向かい流れ込む。これによって、サンフランシスコ特有の夏期の霧が発生する。ただし、市の中央部に連なる高い丘が海風をさえぎるため、市東部では霧は少なく、晴れの日が多く、降水量も西部より少ない。
| サンフランシスコの気候の気候                                                    | サンフランシスコの気候の気候 | サンフランシスコの気候の気候 | サンフランシスコの気候の気候 | サンフランシスコの気候の気候 | サンフランシスコの気候の気候 | サンフランシスコの気候の気候 | サンフランシスコの気候の気候 | サンフランシスコの気候の気候 | サンフランシスコの気候の気候 | サンフランシスコの気候の気候 | サンフランシスコの気候の気候 | サンフランシスコの気候の気候 | サンフランシスコの気候の気候 |
| 月                                                                              | 1月                          | 2月                          | 3月                          | 4月                          | 5月                          | 6月                          | 7月                          | 8月                          | 9月                          | 10月                         | 11月                         | 12月                         | 年                           |
| ------------------------------------------------------------------------------- | ---------------------------- | ---------------------------- | ---------------------------- | ---------------------------- | ---------------------------- | ---------------------------- | ---------------------------- | ---------------------------- | ---------------------------- | ---------------------------- | ---------------------------- | ---------------------------- | ---------------------------- |
| 平均最高気温 °C （°F）                                                          | 13.6 (56.5)                  | 15.4 (59.7)                  | 16.4 (61.5)                  | 17.1 (62.8)                  | 17.7 (63.9)                  | 18.9 (66)                    | 18.8 (65.8)                  | 19.3 (66.7)                  | 21.0 (69.8)                  | 20.6 (69.1)                  | 17.6 (63.7)                  | 14.1 (57.4)                  | 17.5 (63.5)                  |
| 日平均気温 °C （°F）                                                            | 10.6 (51.1)                  | 12.2 (54)                    | 12.9 (55.2)                  | 13.4 (56.1)                  | 14.2 (57.6)                  | 15.3 (59.5)                  | 15.4 (59.7)                  | 15.9 (60.6)                  | 17.1 (62.8)                  | 16.6 (61.9)                  | 14.1 (57.4)                  | 11.1 (52)                    | 14.1 (57.4)                  |
| 平均最低気温 °C （°F）                                                          | 7.6 (45.7)                   | 8.8 (47.8)                   | 9.4 (48.9)                   | 9.8 (49.6)                   | 10.6 (51.1)                  | 11.6 (52.9)                  | 12.1 (53.8)                  | 12.5 (54.5)                  | 13.1 (55.6)                  | 12.4 (54.3)                  | 10.6 (51.1)                  | 8.2 (46.8)                   | 10.6 (51.1)                  |
| 降水量 mm （inch）                                                              | 112 (4.41)                   | 97 (3.82)                    | 72 (2.83)                    | 36 (1.42)                    | 14 (0.55)                    | 4 (0.16)                     | 0 (0)                        | 1 (0.04)                     | 6 (0.24)                     | 27 (1.06)                    | 65 (2.56)                    | 104 (4.09)                   | 538 (21.18)                  |
| 平均降雨日数                                                                    | 11                           | 11                           | 10                           | 6                            | 3                            | 1                            | 0                            | 1                            | 1                            | 4                            | 8                            | 11                           | 67                           |
| 出典：https://www.weatherbase.com/weather/weatherall.php3?s=149427&units=metric |                              |                              |                              |                              |                              |                              |                              |                              |                              |                              |                              |                              |                              |

### 人口
人口動態
2000年の国勢調査で、この都市は人口776,733人、329,700世帯及び145,068家族が暮らしている。人口密度は合衆国内で2番目の密集都市（および5番目の密集郡）である、6,423.2/km2（16,634.4/mi2）。2,865.6/km2（7,421.2/mi2）の平均的な密度に346,527軒の住宅が建っている。この都市の人種的な構成は白人49.66%、黒人7.79%、インディアン0.45%、アジア30.84%、太平洋諸島系0.49%、その他の人種6.48%、混血4.28%である。人口の14.10%はヒスパニックまたはラテン系である。
民族構成は中華系19.6%、アイルランド系8.8%、ドイツ系7.7%、及びWASP6.1%である。サンフランシスコはアメリカ合衆国内で最大の中華系人口でありハワイ州以外で最大のアジア系人口を持っている。リッチモンド内のGeary ブルーバードは栄えたロシア系コミュニティーの本拠地となっている。
329,700世帯のうち、16.6%が18歳未満の子供と一緒に生活しており、31.6%は夫婦で生活している。8.9%は未婚の女性が世帯主であり、56.0%は結婚していない。38.6%は1人以上の独身の居住者が住んでおり、9.8%は65歳以上で独身である。1世帯の平均人数は2.30人であり、結婚している家庭の場合は3.22人である。
住民は14.5%が18歳未満の未成年、18歳以上24歳以下が9.1%、25歳以上44歳以下が40.5%、45歳以上64歳以下が22.3%、および65歳以上が13.7%にわたっている。中央値年齢は36歳である。女性100人ごとに対して男性は103.4人である。18歳以上の女性100人ごとに対して男性は103.1人である。
世帯ごとの平均的な収入は55,221米ドルであり、家族ごとの平均的な収入は63,545米ドルである。男性は46,260米ドルに対して女性は40,049米ドルの平均的な収入がある。一人当たりの収入は34,556米ドルである。人口の11.3%及び世帯の7.8% は貧困線以下である。全人口のうち18歳未満の13.5%及び65歳以上の10.5%は貧困線以下の生活を送っている。

#### 移民
サンフランシスコは、不法移民に対して比較的寛容なスタンスを採る聖域都市のひとつである。2017年にドナルド・トランプ大統領が、各聖域都市に対する補助金の打ち切りを指示する大統領令に署名した際も、大統領令の差し止めを求める訴訟を起こすなど移民を保護する姿勢を見せた。

### インディアン部族（先住民族）

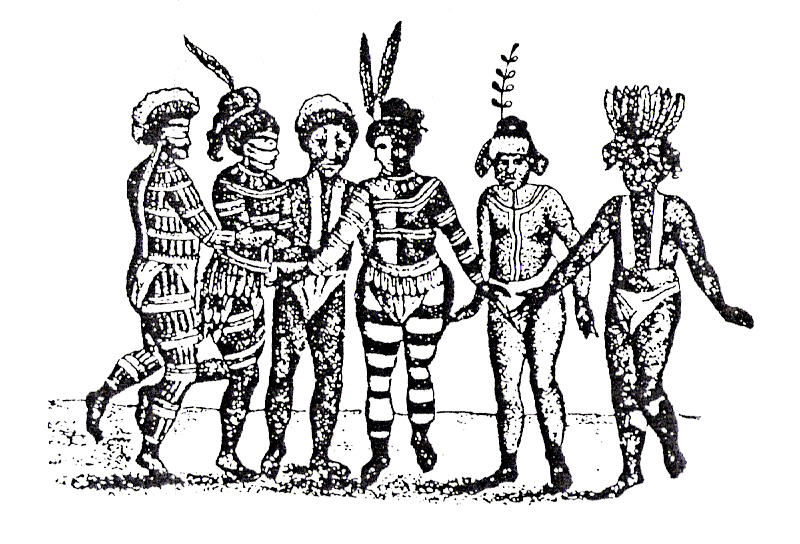
サンホセ伝道教会にある、「オーロネ族の踊り」の絵

サンフランシスコの沿岸部から山間部、モントレーには、スペイン人が「コスタノ族」と名付けたインディアン部族の「オーロネ族」が、葦を編んで家屋やカヌーを作り、漁猟や狩猟採集を営んで生活していた。しかし、19世紀に押し寄せた白人による土地収奪によって衰退し、20世紀初頭には「絶滅した」として、保留地（Reservation）など、アメリカ連邦政府との連邦規定に準ずるすべての権利を剥奪された。

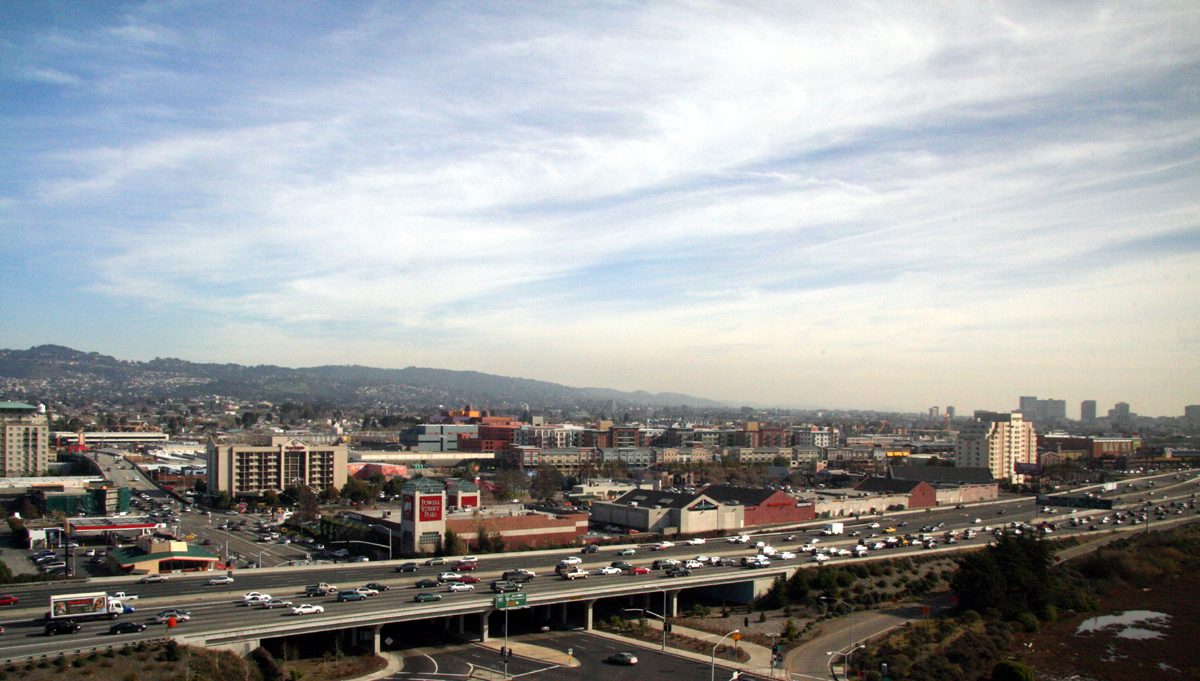
サンフランシスコ対岸のエメリービルの観光名所であるショッピング・センター「ベイ・ストリート・モール」は、ムウェクマ・オーロネ族の伝統墓地と貝塚土塁を破壊して建てられた

サンフランシスコ・ベイエリアには、このオーロネ族の「ムウェクマ・バンド」の部族員約400人が暮らしているが、彼らも「絶滅した」ことになっているので保留地を領有出来ない。彼らの伝統的な墓地と貝の土塁は「遺跡」扱いされて1980年代に破壊され、部族の猛抗議を無視してショッピング・センター「ベイ・ストリート・モール」が建てられた。この「遺跡」から奪われたオーロネ族の先祖数万人分の遺骨は、カリフォルニア大学バークレー校で展示されている。
2006年9月21日に、彼らはアメリカ連邦政府から認定に関して「好意的な対応」をされており、連邦登録と「復活」への期待が高まっている。
1958年以降、保留地の解消方針に沿った「インディアン移住計画」がアメリカ連邦政府によって施行され、オーロネ族以外の多数のインディアンが周辺から流入した。現在、彼らの互助組織として「アメリカインディアンの友好の家協会（Friendship House Association of American Indian Inc）」が設置されている。
1960年代に起こったインディアンたちの権利回復要求運動「レッド・パワー運動（Red Power movement）」は、同州でも高まりを見せ、1969年には、サンフランシスコ湾に浮かぶアルカトラズ島で、アルカトラズ島占拠事件が決行された。この1969年は、コロンブスの上陸を祝う「コロンブス・デー」の記念祝祭に対し、「インディアンを弔う日」として、サンフランシスコのインディアンたちが黒い腕章をつけ、ティピーを建てて抗議を行った最初の年となった。
1995年には、ディズニーのアニメ映画「ポカホンタス」の公開に抗議して、全米のインディアンたちによる大規模なデモ行進が行われた。

### 都市景観

#### 市街

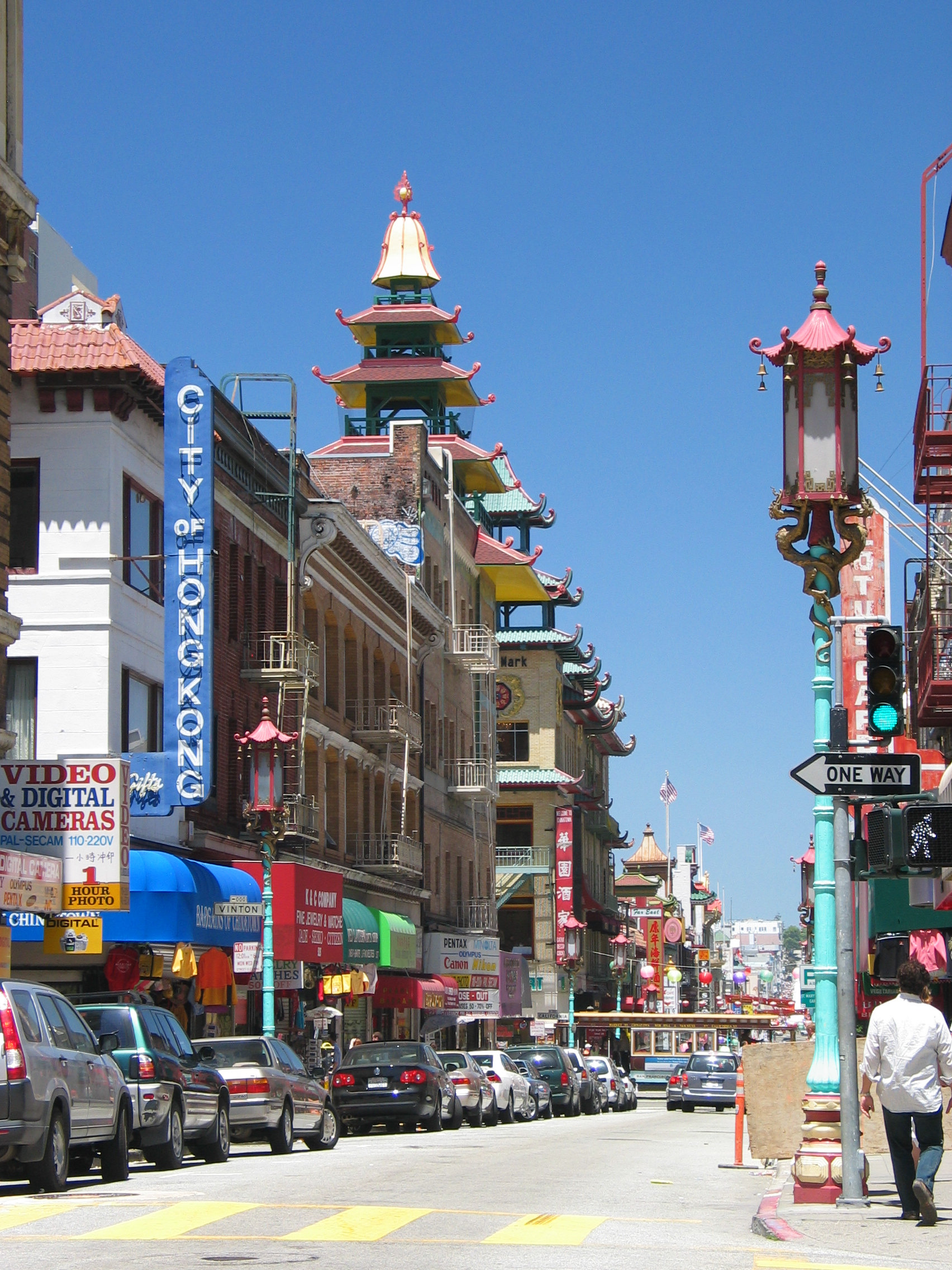
サンフランシスコのチャイナタウン。北アメリカ最古、且つ最大規模。

市街を、36余あるサンフランシスコの地区、有名サンフランシスコの道路などを中心に見ていくと、サンフランシスコの古くからの中心地は、市北東部の、マーケット・ストリートより北側の地域である。ここにはフィナンシャル地区があり、その近くには、ショッピング・スポットやホテルの集まったユニオン・スクエアもある。かつて金持ちの邸宅地だったノブ・ヒル地区と、海沿いのフィッシャーマンズワーフとを結ぶ急な坂には、ケーブルカーが走っている。フィッシャマンズワーフは、アメリカイチョウガニ（ダンジネスクラブ）を使った料理などで有名な観光エリアである。同じく市北東部には、曲がりくねったロンバード・ストリートの坂道で知られるロシアン・ヒル、サンフランシスコのリトル・イタリー地区であるノースビーチ、コイト・タワーのあるテレグラフ・ヒルといった地区がある。またその近くには1860年代にできたサンフランシスコのチャイナタウンもある。
ミッション地区は、19世紀、「カリフォルニオ」と呼ばれるラテンアメリカ系市民や、ドイツ、アイルランド、イタリア、スカンディナヴィアからの移民労働者が住む街であった。1910年代、中央アメリカ系移民がこの街に住みつき、1950年代にはメキシコからの移民が取って代わった。現在はヴァレンシア通りを中心にジェントリフィケーションが急速に進んでいる。1960年代のヒッピー文化を育てたヘイト・アシュベリー地区は、高級なブティックが立ち並ぶ街へと変貌し、チェーン店の開業に当たっては論争も起きた。一方ではボヘミアンな雰囲気も残っている。カストロ通り付近（昔はユーレカ・バレーと呼ばれていた地域）はゲイカルチャーの中心地である。
ポスト・ストリート沿いには、サンフランシスコ・ジャパンタウン（日本人街）がある。第二次世界大戦の時には、ここに住む日系人たちも強制収容された。そのころ、その近くのウェスタン・アディション地区には多くのアフリカ系アメリカ人が流れ込んできた。アラモ・スクエアの近くには「ペインテッド・レディー（化粧をした婦人たち）」と呼ばれるビクトリア様式の建物が並び、パシフィック・ハイツには1906年サンフランシスコ地震の後に富裕層が邸宅を構えるようになった。その更に北、マリナ・ディストリクトは、若いビジネスマンたちが住む活気のある街である。
ゴールデン・ゲート・パークの北に位置し、西は太平洋まで広がる広大な地域がリッチモンド・ディストリクトであり、その中には「ニュー・チャイナタウン」と呼ばれる場所もあるが、その他のアジアやロシア系移民もたくさん住んでいる。ゴールデン・ゲート・パークの南には、アジア系住民が多く住むサンセット・ディストリクトが広がる。リッチモンドとサンセットの両地区は、中流階級の居住地である。西側を「アウター・リッチモンド」と「アウター・サンセット」、東側を「インナー・リッチモンド」と「インナー・サンセット」と呼ぶこともある。一方、市南東部のベイビュー・ハンターズポイント地区は最貧地区で、高い犯罪率が問題となっている。ここには都市再開発の計画があるが、賛否をめぐり議論の的となっている。
SoMa（サウス・オブ・マーケット）地区は、再開発によって古い工業の街から生まれ変わり、1990年代後半のインターネットバブルを経て超高層ビルが立ち並ぶようになった。サウスビーチ地区も発展しており、さらに続いてミッション・ベイ地区も カリフォルニア大学サンフランシスコ校の第2キャンパス設置を中心に再開発が進んでいる。ミッション・ベイの南東にあるポトレロ・ヒルからは、サンフランシスコのダウンタウンを見渡すことができる。

#### 公園

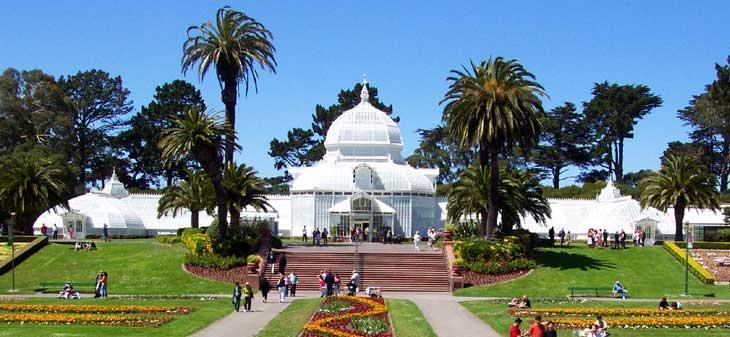
ゴールデン・ゲート・パークの「花の温室」

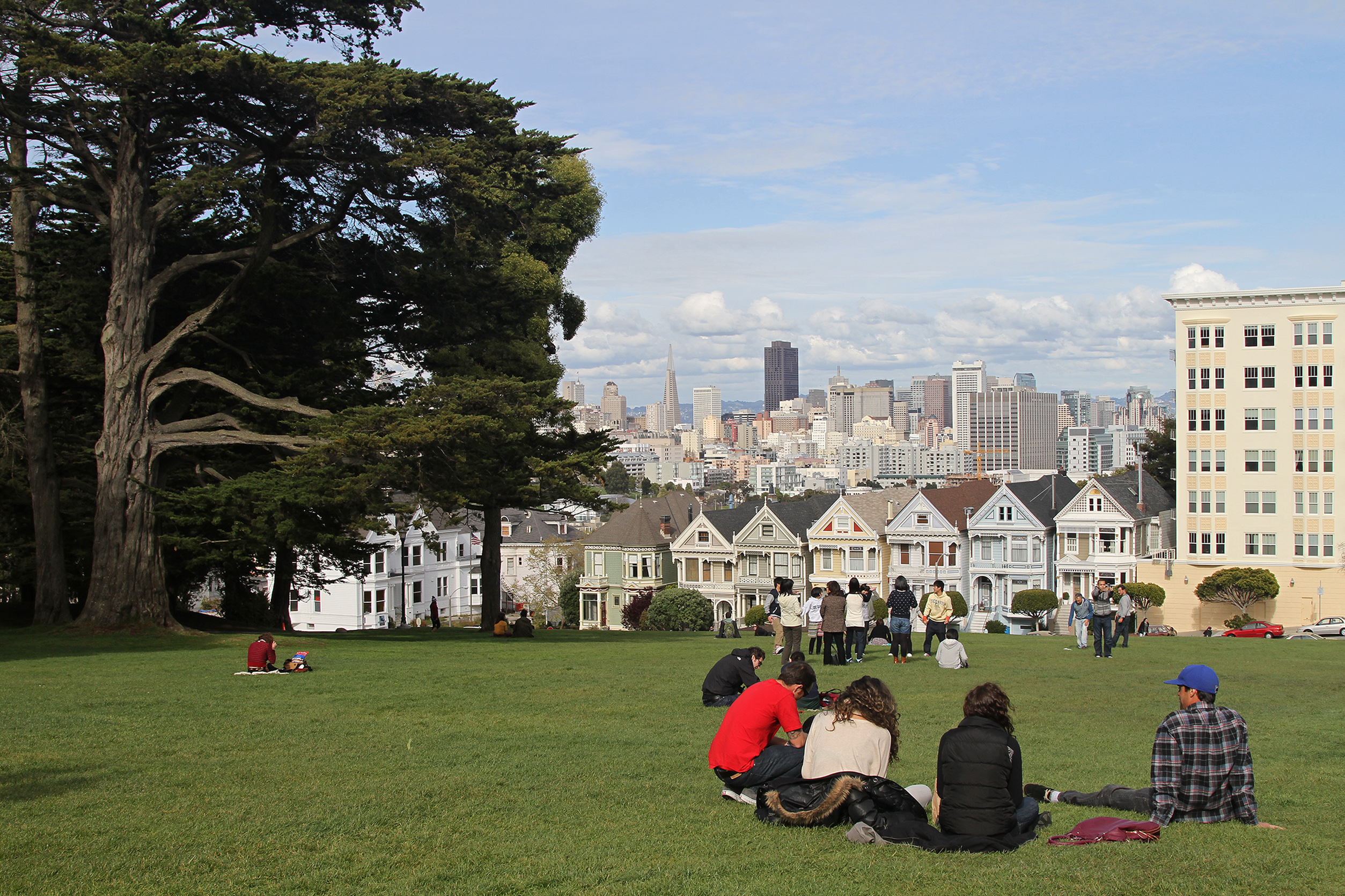
アラモ・スクエアはサンフランシスコの最も有名な公園の1つ

サンフランシスコ市レクリエーション・公園局が管理する市立公園は、200を超える。その中でも最大で、かつ最も有名なのが、ゴールデン・ゲート・パークである。市の中央部から、西に向かい太平洋まで帯状に広がっている。昔は自然の草木や砂丘に覆われていたが、1860年代に公園としての整備が始まり、何千種もの植物が移植された。ジャパニーズ・ティー・ガーデン、花の温室、サンフランシスコ植物園などの施設がある。淡水湖のマーセド湖の近くには、250種以上の動物（多くが絶滅危惧種）がいる市立のサンフランシスコ動物園がある。
一方、カリフォルニア州公園・レクリエーション局の運営する州立公園は、キャンドルスティック・ポイント州立レクリエーション地域だけである。
ゴールデン・ゲート国立保養地は、面積3万3000haの自然保護区である。アメリカの国立公園の中でも訪問者が多く、年間1300万人が訪れる。サンフランシスコ市内にあるいくつかの公園と、ほとんどのビーチがこの国立レクリエーション地域に属する。オーシャン・ビーチは太平洋に面し、サーフィンがさかんである。ベーカー・ビーチは、ゴールデン・ゲート海峡の西の入江にあり、昔の要塞であるサンフランシスコ・プレシディオの一部に当たる。プレシディオの中には、クリッシー・フィールドという公園もある。ここは、以前は飛行場であったが、自然の姿であった塩沼を復元している。国立レクリエーション地域の中には、そのほかフォート・ファンストン、ランズ・エンド、フォート・メイソン、アルカトラズ島もある。これとは別に、アメリカ合衆国国立公園局が管理する公園としてサンフランシスコ国立海洋歴史公園がある。

## 歴史

### 先史
この土地に人が居住していた最古の痕跡は、紀元前3000年に遡る。

### スペイン入植

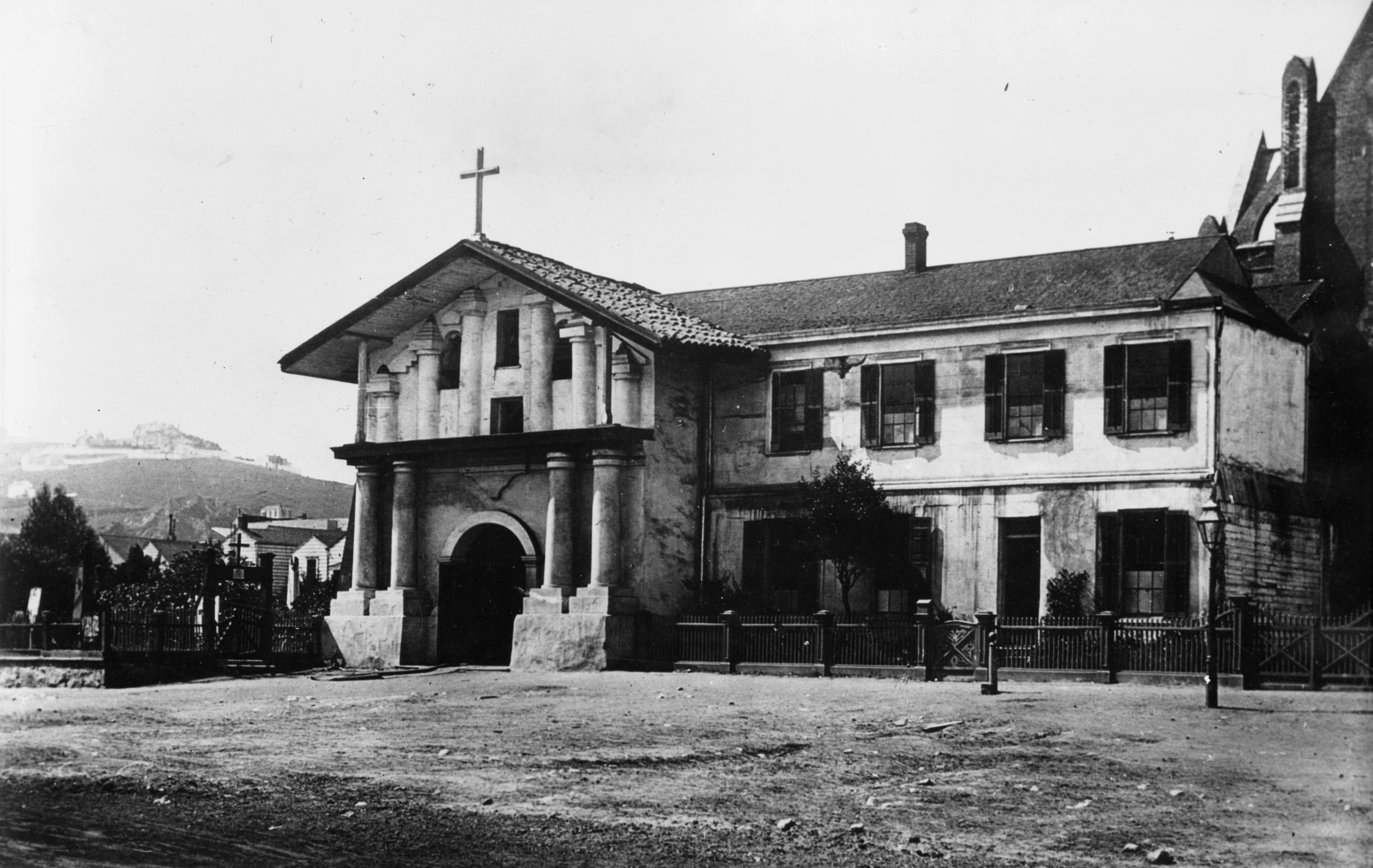
フランチェスコ伝道所

ガスパル・デ・ポルトラ率いるスペイン人の入植者が1769年11月2日に到達した。記録されている中ではヨーロッパ人による最初のサンフランシスコ湾到達ではある。
しかし、それまではインディアン部族オーロネ族のグループがいくつかの小さな村に分かれて住んでいる状態であった。
その7年後の1776年3月28日、スペイン人によってサンフランシスコ・プレシディオが築かれ、続いてフランチェスコ伝道所が建設された。

### メキシコ統治からアメリカ領土化
1821年、スペインからのメキシコ独立革命により、この地はメキシコの一部となった。メキシコの統治の下、伝道所の制度は徐々に廃止され、その土地は民営の牧場に転換されていった。
1835年、イギリス人ウィリアム・リチャードソンが現在のポーツマス・スクエアに当たる船着場近くに初めて独立の自作農場を作った。
彼は、フランシスコ・デ・ハロ市長とともに街路計画を立て、「イェルバ・ブエナ」と名付けられたこの街にアメリカの入植者が集まってくるようになった。
米墨戦争中の1846年7月7日、アメリカ軍のジョン・スロート代将がカリフォルニアをアメリカの領土と宣言した。翌1847年、イェルバ・ブエナはサンフランシスコと改名され、メキシコはグアダルーペ・イダルゴ条約で正式にこの一帯の領地をアメリカに割譲した。サンフランシスコは、港として、また海軍基地としても絶好の立地にあったが、当時はまだ住みにくい小さな植民地であった。

### ゴールドラッシュ

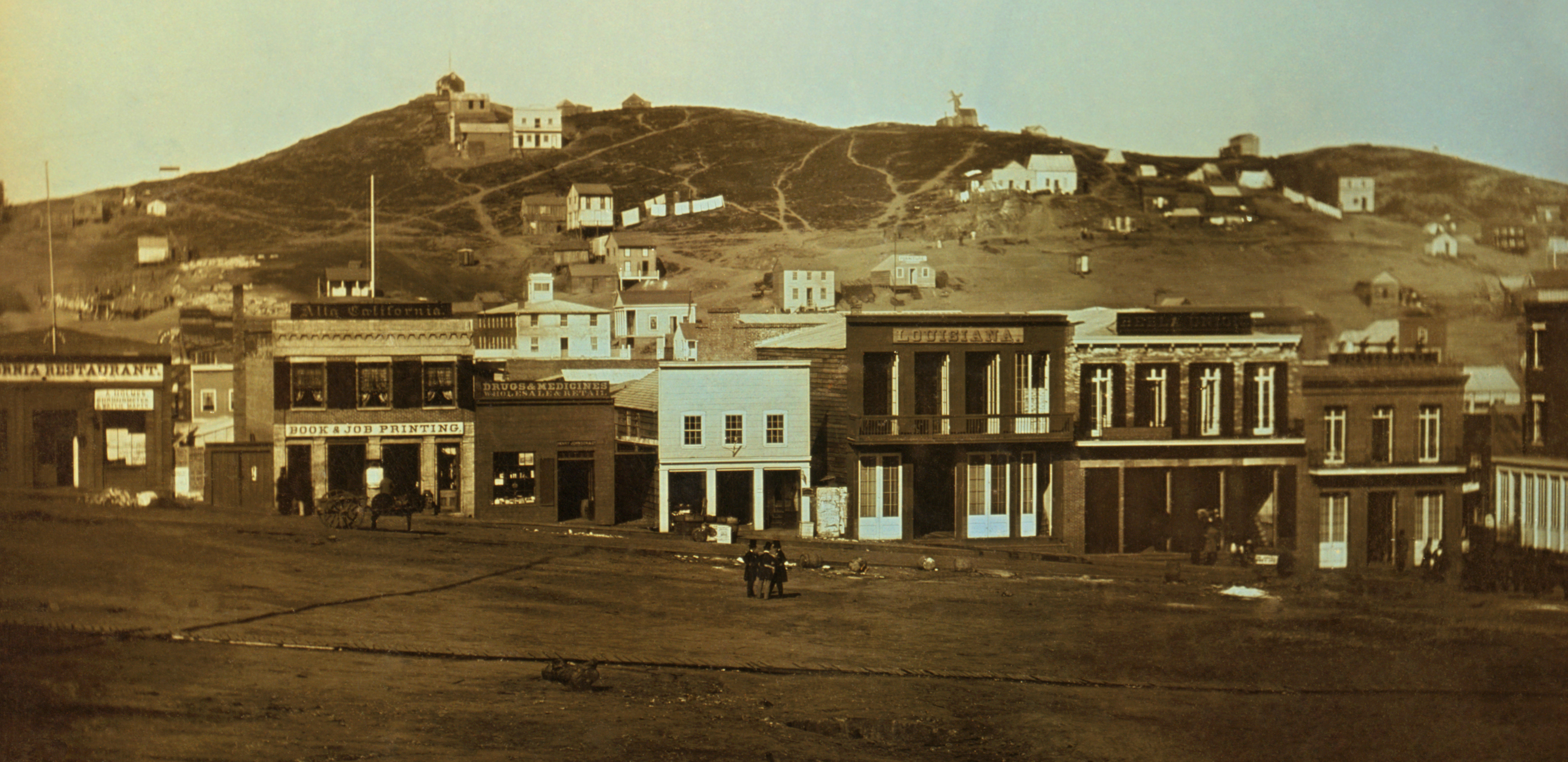
1851年のポーツマス・スクエア。

ところが、カリフォルニア・ゴールドラッシュによって、金を求めて多くの人が押し寄せた。
サワードウ・ブレッドを携えた人夫がこの街に集まり、人口は1848年の1000人から1849年には2万5000人へと増加し、競合するベニーシャを超えるようになった。莫大な富を手に入れられるという望みは大きく、船で到着した者は金鉱へと駆け出し、港にはたくさんの船のマストが立ち並んだ。
サンフランシスコに市場ができると東海岸と西海岸を「陸路のパナマ」で繋いだ航路ができ、米国は本格的に太平洋航路の開拓に乗り出すことになる。
一方、短期間に多くの移民が殺到したことから、1850年代には財産や自由、人倫を保護する名目で自警団がたびたび組織された。
1856年5月には連邦政府の警察権や司法権を超越した数千人規模の自警団が作られ、約3か月の間事実上の軍政状態となった。
1850年協定によってカリフォルニアは州の資格を得、アメリカ軍はサンフランシスコ湾を防衛するためゴールデンゲート海峡の砦フォート・ポイントと、アルカトラズ島の砦を築いた。
1859年のカムストック鉱脈をはじめとする銀の発見も、急速な人口増大を更に後押しした。
鉱山の一旗組の中には無法者も多く、バーバリコースト地区は、犯罪、売春、ギャンブルの巣窟として悪名をとった。
ゴールドラッシュで成功した多くの企業家が、その財を元手に事業を展開した。
1852年にはウェルズ・ファーゴが設立され、1864年にはカリフォルニア銀行が設立された。

### 交易都市として発展
サンフランシスコ港の発展により、街は交易の中心地となった。
リーヴァイ・ストラウスは衣類の事業を、ドミンゴ・ギラーデリーはチョコレート製造業を始めた。
様々な移民労働者の存在により、街には多様な文化が入り交じり、例えば中国人の鉄道労働者によってチャイナタウンが生まれた。
1873年にサンフランシスコ・ケーブルカーが敷かれ、クレイ・ストリートの急な坂を上るようになった。ビクトリアン様式の家々が立ち並ぶようになり、広い公園の必要が叫ばれるようになって、ゴールデン・ゲート・パークの計画につながった。
学校、教会、劇場、その他様々な施設が建てられた。
また、サンフランシスコ・プレシディオは、太平洋岸におけるアメリカの最も重要な軍事施設となった。
20世紀を迎える時点で、サンフランシスコは、その華やかさ、豪華なホテル、ノブ・ヒル地区の邸宅、そして芸術の繁栄で知られるようになった。

### 震災と火災

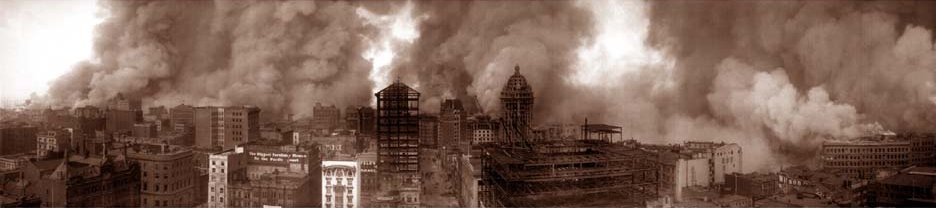
1906年のサンフランシスコ地震とそれによる火災。

1906年4月18日午前5時12分、サンフランシスコ地震がサンフランシスコ市内及びカリフォルニア北部を襲った。建物は倒壊し、破裂したガス管が引火して火災が発生し、数日間にわたって街中を焼き尽くした。水道管は使えなくなっていたので、プレシディオの砲兵隊は建物をダイナマイトで破壊することで防火帯を作り、火を封じ込めようとした。
街の4分の3以上が灰燼に帰し、ダウンタウンの中心部はほとんど焼けてしまった。
当時の記録によれば、498人が命を落としたとされるが、現代の推計では死者は数千人に上るだろうと考えられている。市の人口40万人のうち半数以上が住む家を失った。
避難者は、しばらくの間、ゴールデン・ゲート・パークや、要塞や、海岸などに設けられた間に合わせのテント村で生活した。また、サンフランシスコの東のイーストベイまで移住した人も多い。

### 災害からの復興

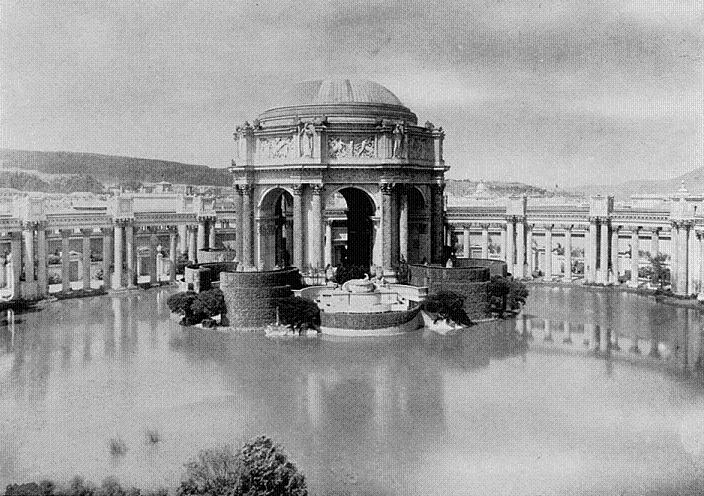
1915年サンフランシスコ万国博覧会のパレス・オブ・ファイン・アーツ。

その後、復興が急ピッチで進んだ。街路を一から設計しなおすよう求める声もあったが、サンフランシスコ市民は、スピードを優先した。
アマデオ・ジアニーニが創設したバンク・オブ・イタリー（後のバンク・オブ・アメリカ）は、生計の手段を奪われた人々に貸出しを行った。ノブヒル地区の倒壊した邸宅は、豪華ホテルとなった。サンフランシスコ市庁舎は、見事なボザール様式で再建され、1915年のサンフランシスコ万国博覧会でその再生が祝われた。

### 金融都市としての発展
その後、サンフランシスコは、金融センターとしての地位を強固なものにしていった。
1929年のウォール街大暴落の時でさえ、サンフランシスコの銀行は一つも破綻しなかった。
世界恐慌の最中も、サンフランシスコではサンフランシスコ・オークランド・ベイブリッジ（1936年完成）とゴールデン・ゲート・ブリッジ（1937年完成）という2大プロジェクトが同時に進行していた。
なお、同じころ、軍事施設だったアルカトラズ島が連邦刑務所となり、アル・カポネ、マシンガン・ケリー、「バードマン」と呼ばれたロバート・フランクリン・ストラウドなどがここに収容された。さらに、1939年から1940年にかけては2度目の国際博覧会となるゴールデン・ゲート国際博覧会が開かれ、その会場として湾内に人工島トレジャー島が造成された。

### 軍港から戦争の終結

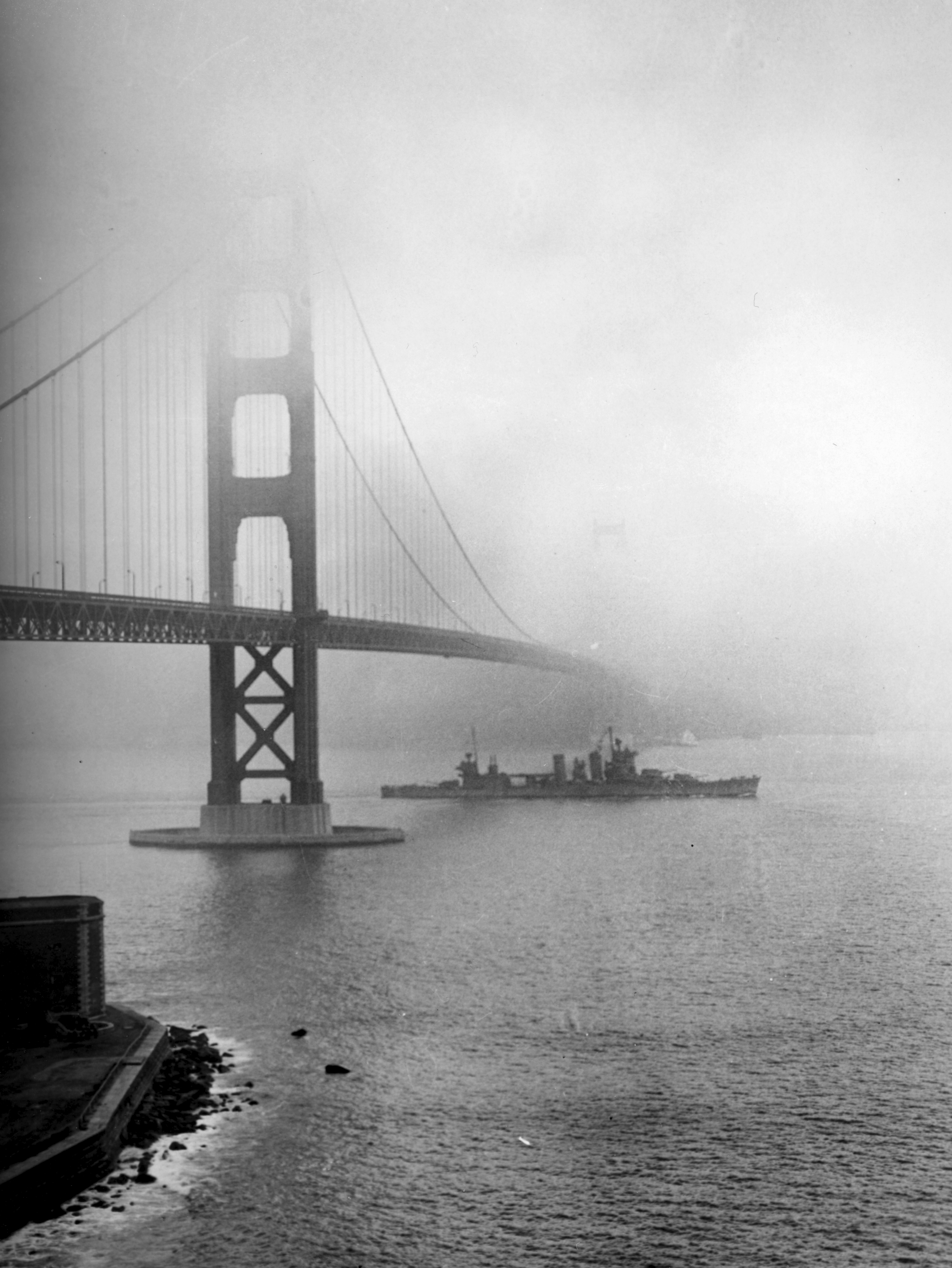
ゴールデン・ゲート・ブリッジの下を通る重巡洋艦サンフランシスコ。第二次世界大戦中の1942年。

第二次世界大戦中、ハンターズ・ポイント海軍造船所は軍事活動のハブとなり、フォート・メイソンが太平洋戦域に出発する兵士の乗船場となった。
雇用の爆発的な増大により、特に南部からのアフリカ系アメリカ人が職を求めて集まってきた。
戦後、港に帰ってきた復員兵や、それまでに集まっていた労働者の多くが、そのままサンフランシスコに留まった。1945年、国際連合憲章がこの地で起草され、署名されたほか、太平洋戦争を正式に終結させるサンフランシスコ平和条約が締結された。

### 現代

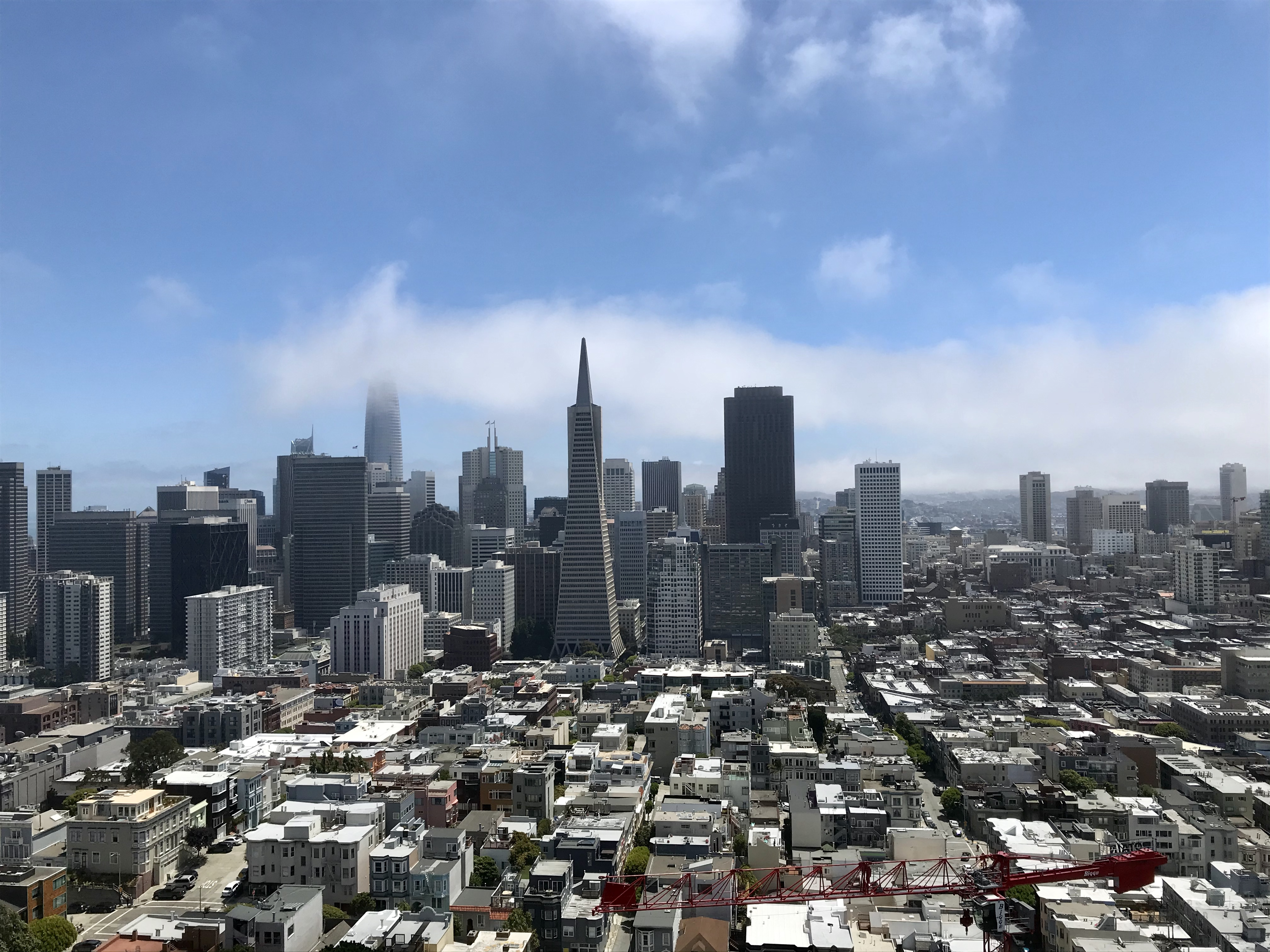
サンフランシスコのダウンタウン

1950年代・1960年代の都市開発プロジェクトにより、市西部の取り壊しと再開発が進み、新しい高速道路の建設が始まった。
もっとも、間もなく市民の反対運動が起こり、建設は間もなく停止に追い込まれた。
1972年、トランスアメリカ・ピラミッドビルが完成した。
1980年代にはサンフランシスコの「マンハッタン化」が進み、ダウンタウンに多数の高層ビルが立ち並ぶようになり。
港湾機能が次第にオークランド港に移転していくに伴って、市の製造業人口は減少を始め、代わって市の経済における重要性を増したのが観光である。
郊外の発展が著しく、白人人口が市内を去り、アジア系・ラテンアメリカ系移民が流入した。
また、戦後、サンフランシスコはアメリカのカウンターカルチャーの舞台でもあった。
1950年代、ビート・ジェネレーションの作家たちによってサンフランシスコ・ルネッサンスが提唱され、ノースビーチ地区がその中心地となった。
バークリーやオークランドとともに、サンフランシスコはアメリカでもベイエリアのリベラルな都市として知られるようになった。
1960年代には、ヒッピーがヘイト・アシュベリー地区に集まり、1967年のサマー・オブ・ラブでその頂点を迎えた。
1970年代には、サンフランシスコは性的少数者（LGBT）の権利運動の中心地となり、カストロ通りはゲイ・タウンとして著名になった。活動家のハーヴェイ・ミルクがサンフランシスコ市会議員に当選したが、1978年、ジョージ・マスコーニ市長とともに暗殺された。
1989年にはロマ・プリータ地震が、サンフランシスコを含むベイ・エリアを襲った。マリナ地区やSoMa（サウス・オブ・マーケット）地区では建物の倒壊が激しく、エンバカデロ・フリーウェイ（州道480号）や、セントラル・フリーウェイの多くの部分が崩落した。なお、こうした高速道路の破壊を機に、市は歴史的な街並みの再建へ転じることになった。

### IT都市
1990年代後半のインターネット・バブル（ドットコム・バブル）の中、ベンチャー企業が経済の原動力となった。多くの起業家やコンピューター・アプリケーション企業がこの街に集まり、続いてマーケティングや営業の専門職が住むようになって、一時期は荒廃していた地区でジェントリフィケーションが進んだ。
しかしながら、2001年頃にバブルが崩壊すると、これらの企業の多くが倒産し、その従業員も街を去った。中心市街地では貧困と荒廃が進み、かつての華やかさは失われつつある。
とはいえ、その後もハイテク産業と起業家精神はサンフランシスコの経済を支える屋台骨であり続けている。2008年からウィキメディア財団も事務局を置く。
2020年代には自動運転によるタクシーも登場したが、2024年2月10日夜、春節でにぎわう中華街で群衆により破壊、放火される事件も発生。当時、自動運転タクシーによる事故が相次いでおり、不満を募らせた群衆による嫌がらせの可能性も指摘された。

## 政治

### 行政
1950年代におけるビート・ジェネレーションと言われる作家・芸術家らの流入、1960年代のヘイト・アシュブリーにおけるサマー・オブ・ラブでピークに達した社会変動を経て、サンフランシスコはリベラル派の牙城となった。

#### 政策
2006年、サンフランシスコの監理委員会（郡行政執行機関）は「ヘルシー・サンフランシスコ」プログラムを制定し、健康保険のない市民への医療に補助金を支給することを決めた。

#### 市歌
元はポピュラーソングや映画主題歌であった2曲が制定されている。
想い出のサンフランシスコ（I Left My Heart in San Francisco)
1954年にダグラス・クロス（Douglass A. Cross）が作詞、ジョージ・コリー（George Cory）が作曲した。サンフランシスコへの懐旧の想いを歌ったバラードであるが、作られた当時はヒットしなかった。その後1962年、歌手のトニー・ベネットがサンフランシスコに巡業した際、専属ピアニストのラルフ・シャロンの勧めで歌ったところ非常な好評を博した。そこでレコーディングすると300万枚を越える大ヒット曲になり、この曲を収めたベネットの同名アルバムは同年のグラミー賞を受賞した。諸外国でもヒットし、サンフランシスコのイメージアップに大きく貢献した名歌で、1969年10月6日、サンフランシスコ市歌に制定された。
San Francisco, open your Golden Gate
1906年のサンフランシスコ大地震を題材に1936年に製作されたメトロ・ゴールドウィン・メイヤー社の大作映画『桑港（サンフランシスコ）』（W・S・ヴァン・ダイク監督、クラーク・ゲーブル主演）の主題歌として、 ガス・カーン（Gus Kahn）が作詞、ウォルター・ユールマン（Walter Jurmann）とブロニスロウ・ケイパー（Bronislaw Kaper）が作曲した軽快な曲で、劇中で女性歌手役のジャネット・マクドナルドによって歌われ、当時非常に流行した。懐メロ的なナンバーとして長く親しまれ、1984年5月15日に、サンフランシスコ市歌に制定された。

### 議会
市政を握っているのは民主党及びアメリカ緑の党であり、1988年以来の大統領選挙や上院議員選挙で共和党の得票率は20%未満である。

## 対外関係

### 姉妹都市・提携都市
サンフランシスコは Sister Cities International, Inc. (SCI) によって指定された、15の姉妹都市を有している。
| - アビジャン（コートジボワール共和国） - アッシジ（イタリア共和国） - カラカス（ベネズエラ・ボリバル共和国） - コーク（アイルランド共和国） - ハイファ（イスラエル国） - ホーチミン（ベトナム社会主義共和国） - マニラ（フィリピン共和国） - チューリッヒ（スイス連邦） - マカオ（中華人民共和国） - コチャバンバ（ボリビア多民族国） | - パリ（フランス共和国） - ソウル（大韓民国） - バルパライソ（チリ共和国） - 上海（中華人民共和国） - シドニー（オーストラリア連邦） - 台北（中華民国） - テッサロニキ（ギリシャ共和国） - 長沙（中華人民共和国） |

以下はサンフランシスコ市のホームページに掲載はされているが、相手側自治体は姉妹都市解消を主張している。
- 大阪市（日本国 近畿地方 大阪府）

慰安婦像などの寄贈の受け入れを承認したことを受け、大阪市側が姉妹都市を解消したと主張している。

### 日本との関係

#### 日本人街
Japantown（日本町, Little Osaka, J town）サンフランシスコの Western Addition にある6平方ブロックの地域。
日本や韓国、中華のレストラン、スーパーマーケット、ショッピングモール、ホテル、銀行、紀伊國屋書店の支店など多数の店がある。
Post Street が大通りで、中心には1968年開設の Japan Center（3つの日系ショッピングセンターと Peace Pagoda がある）がある。パゴダは大阪の人々によって寄贈された。
カリフォルニア州北部最大の日本町で、第二次世界大戦前からある日本町である。
日本人のサンフランシスコ移住は、19世紀末に始まり、1884年には約200人ほどいた、1886年には領事館調べで約500人、実際には1000人近くがいた。
日本人の居住はその後も増え続け、サンフランシスコは排日の本場と言われるほど米国白人からの反発を買うようになった。

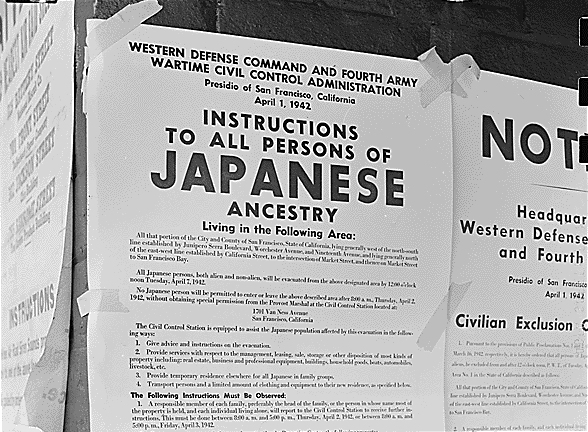
日系人をサンフランシスコから追い出す旨の公報（1942年4月1日）

1941年12月7日に大日本帝国海軍が奇襲作戦の真珠湾攻撃を行い、アメリカと日本が突然に戦争状況になってしまうと、アメリカはパニック状態になりアメリカ政府は日系アメリカ人を"敵国人"と見なし全米の日系人を、サンフランシスコにいた大勢の日系人も含めて、強制収容所に収容した（日系人の強制収容）。その後は軍需産業を探しに来たアフリカ系アメリカ人が居住するようになった。
戦後になると、一部の日本人は戻り地域の再復興を行った。1960年代から1980年代の大規模な再開発の時期になると、多くのアフリカ系アメリカ人は今日の居住地や西部（Filmore District）、東部（Tenderloin）、南部（Hunters Point）へ移動した。
同時に多くの日系アメリカ人は戻り、新日本移民の移住、日本政府、企業による投資が行われた。

## 教育

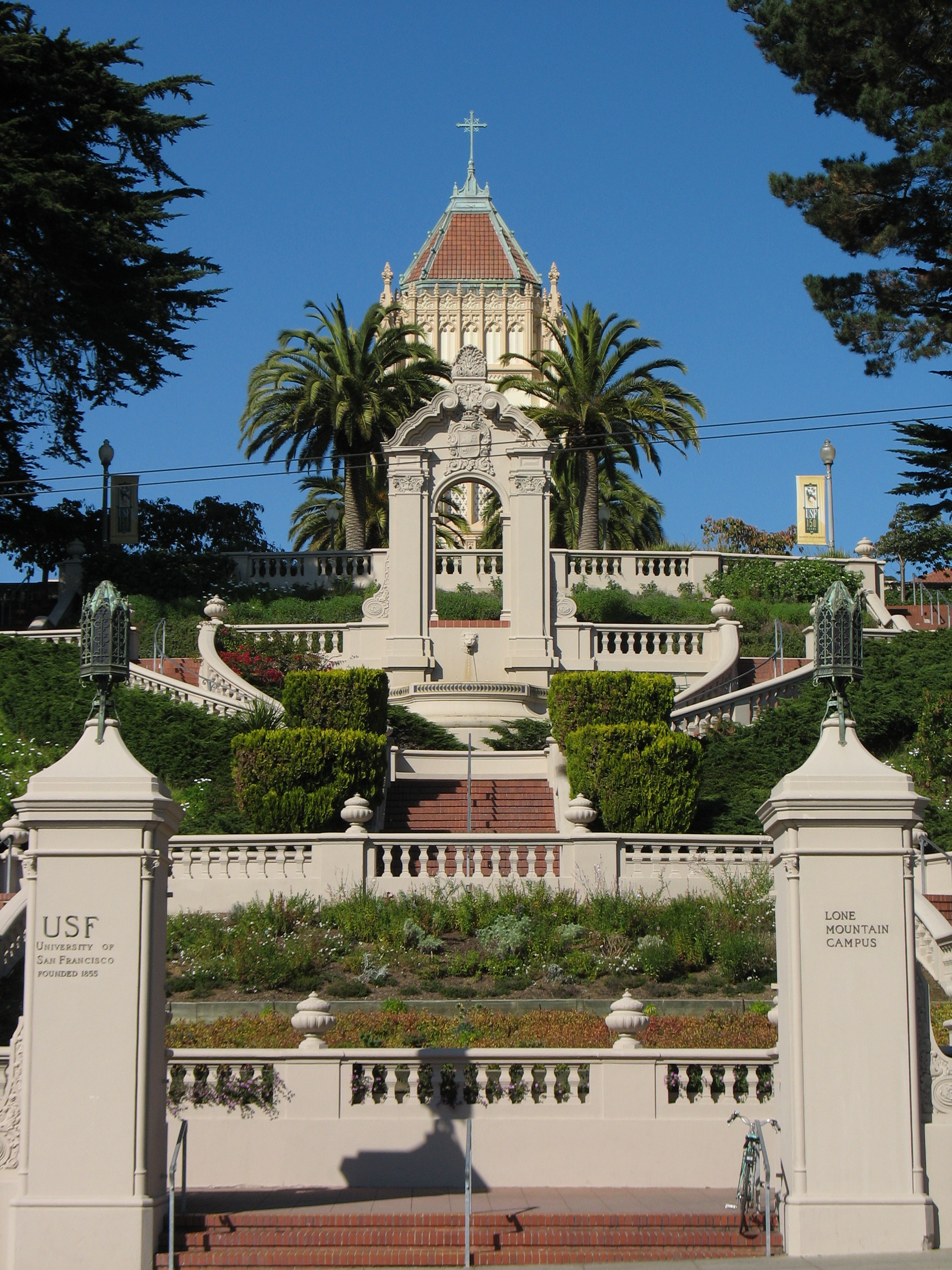
サンフランシスコ大学のローンマウンテンキャンパス

### 大学
- サンフランシスコ大学（University of San Francisco、私立大学、通称「USF」）
- サンフランシスコ州立大学（San Francisco State University, 通称「SFSU」）
- カリフォルニア大学サンフランシスコ校（University of California, San Francisco, メディカル・スクール、通称「UCSF」）
- カリフォルニア大学ヘイスティングス・カレッジ・オブ・ザ・ロー（University of California Hastings College of the Law,ロー・スクール、通称「UC Hastings」）
- シティカレッジオブサンフランシスコ（City College of San Francisco、二年制短大、通称「CCSF」「シティカレ」）
- カリフォルニア美術大学（California College of the Arts、私立美術大学、通称「CCA」）
- アカデミーオブアートユニバーシティ（The Academy of Art University、総合芸術大学）
- ゴールデンゲート大学（Golden Gate University、私立大学 通称「GGU」）
- サンフランシスコ音楽院（San Francisco Conservatory of Music、音楽大学 通称「SFCM」）
- ミネルバ大学（Minerva University、通信大学）

## 交通

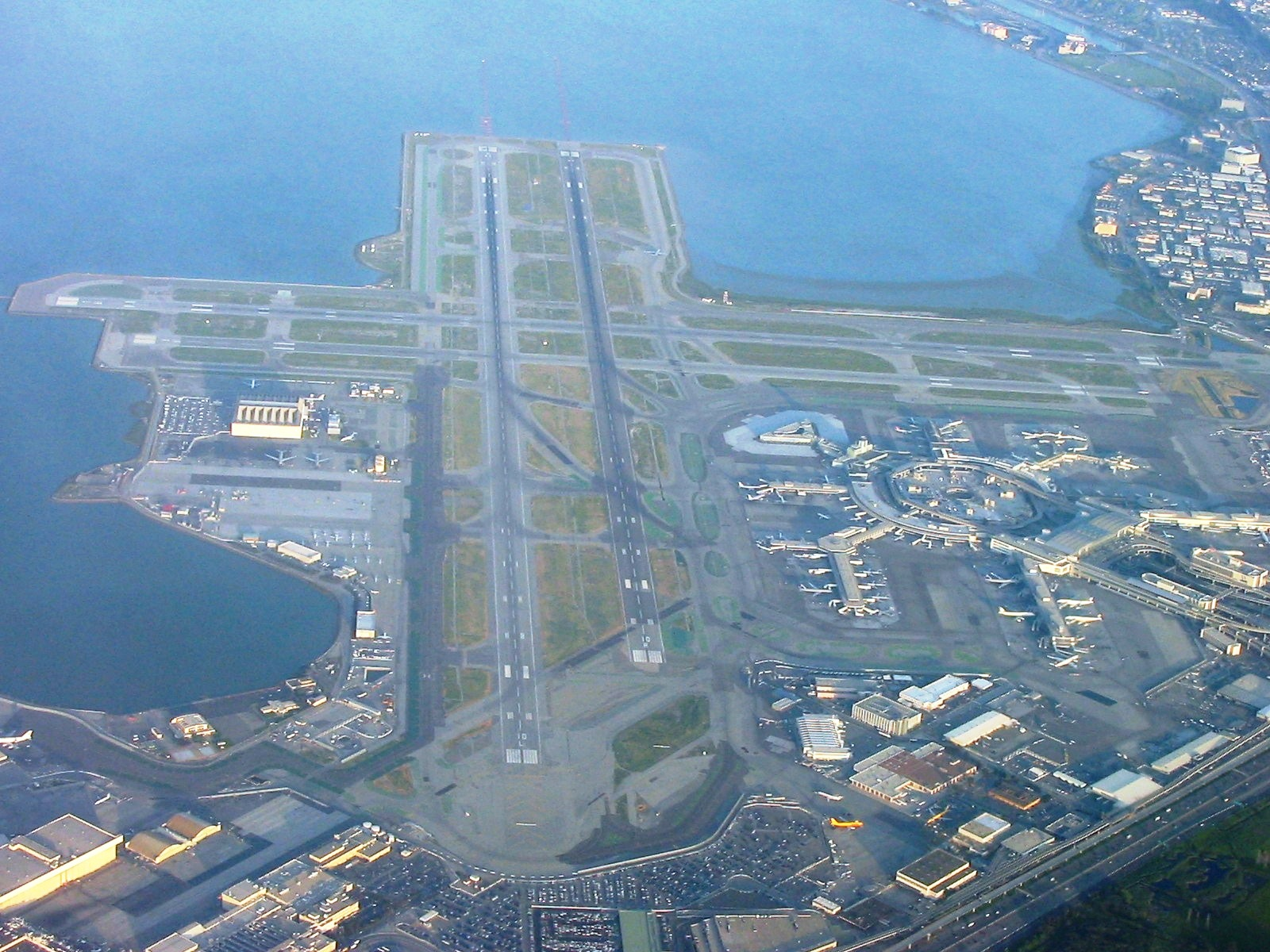
サンフランシスコ国際空港

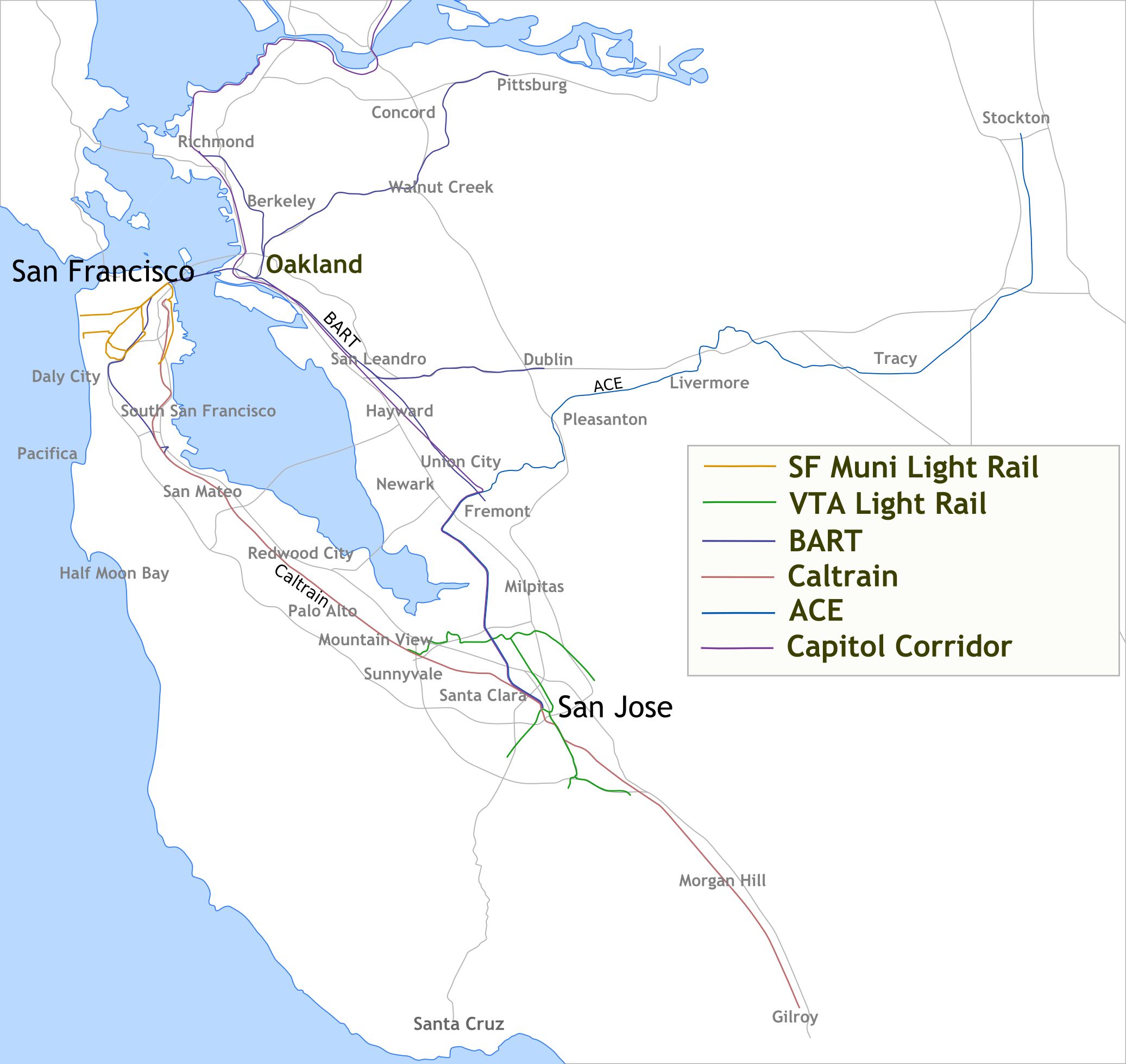
サンフランシスコ周辺の主要交通

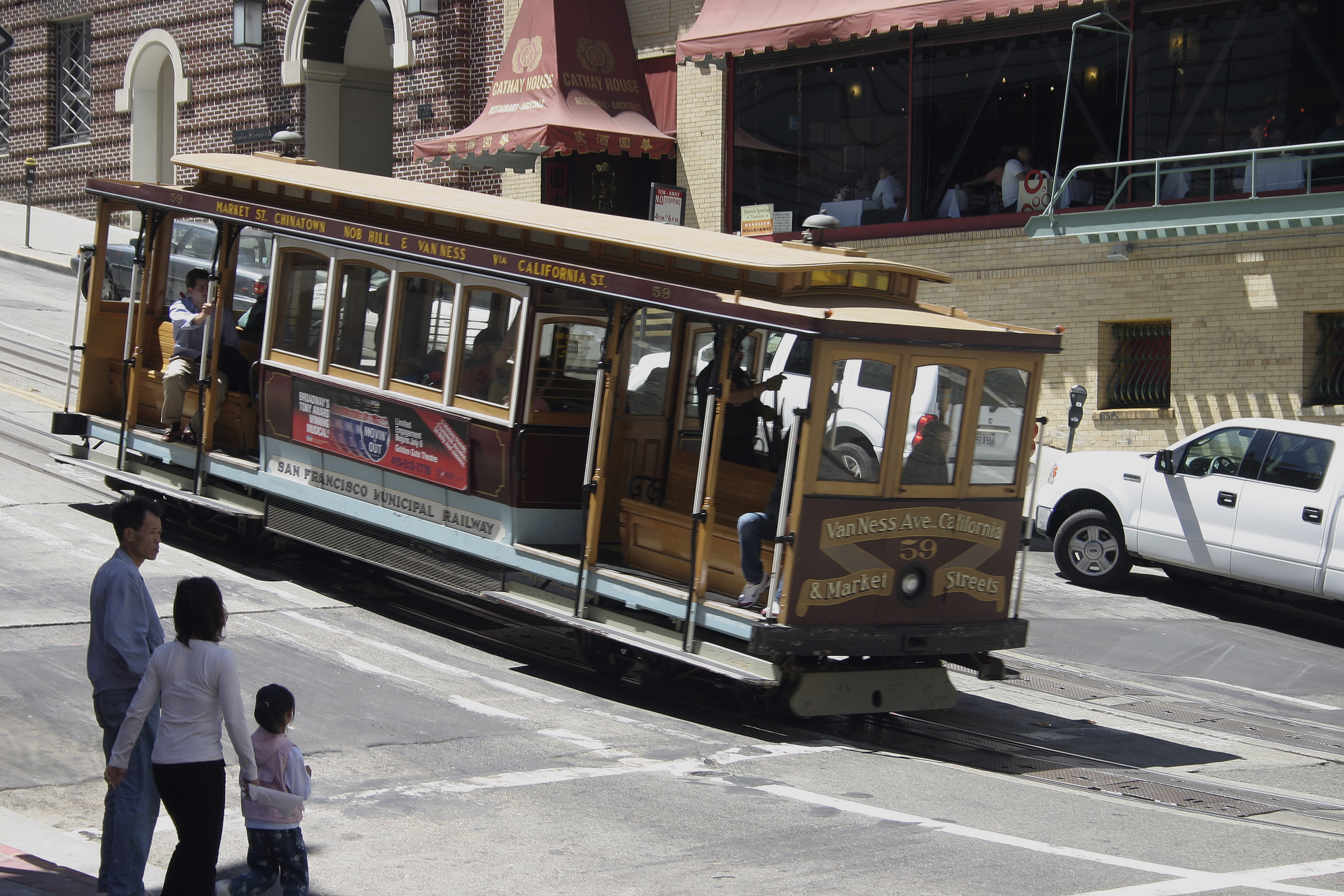
サンフランシスコのケーブルカー

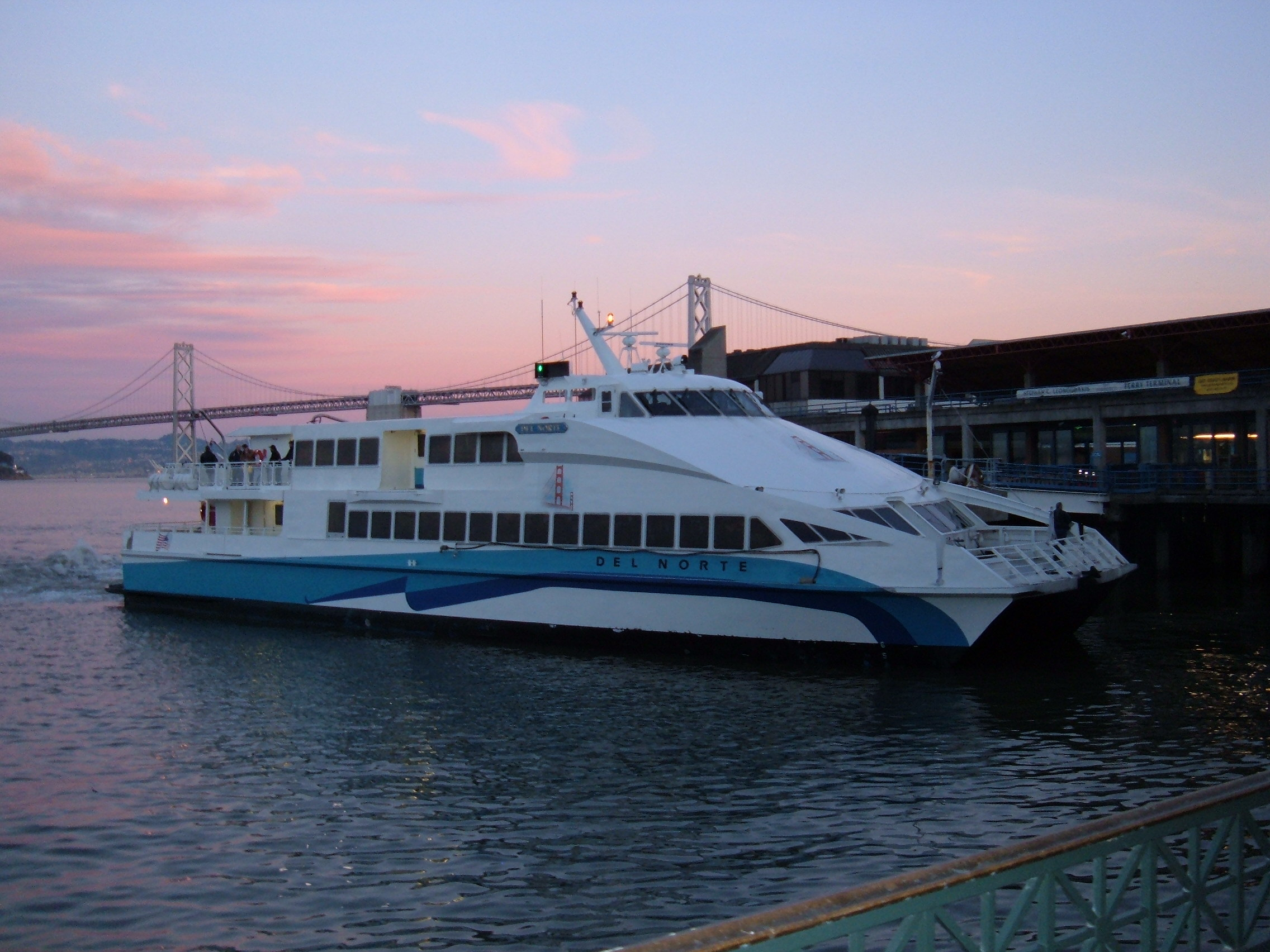
ゴールデン・ゲート・フェリー M / V ·デル·ノルテ（フェリービル）

サンフランシスコは半島に突き出た丘陵地帯という地形から、アメリカ国内ではニューヨークに次いで公共交通機関への依存度が高い大都市である。また、市内人口がそこまで多くはなく、事業所もサンフランシスコの中心部だけではなくベイエリア全体に分散していることから、地下鉄はBARTやMuniのマーケットストリート区間を除いて発達せず、路面電車やトロリーバスの比重が高い。

### 空路

#### 空港
サンフランシスコ国際空港にはユナイテッド航空やアメリカン航空、デルタ航空やアラスカ航空などの国内線が多数発着するほか、全日空（ANA）、日本航空やチャイナエアライン、ブリティッシュ・エアウェイズやエールフランスをはじめとする国際線も多く発着している。
また、対岸のオークランド国際空港もサンフランシスコ地域の主要空港の1つとして使用されている。

### 鉄道

#### 長距離鉄道路線
サンフランシスコ湾をはさんだ対岸のエメリービル(またはオークランド)からアムトラックの列車が発着している。それらの列車を利用するためにサンフランシスコのダウンタウンから連絡バスが運行されている。
- カリフォルニア・ゼファー : エメリービル～ソルトレーク・シティ～デンバー～シカゴ
- コースト・スターライト : ロサンゼルス～サンタバーバラ～オークランド～エメリービル～ポートランド～シアトル
- サン・ホアキン : オークランド～エメリービル～ストックトン～ベーカーズフィールド (ロサンゼルスへはコースト・スターライトよりもこの列車に乗ってベーカーズフィールドから連絡バスを利用した方が所要時間は短い)
- キャピトル・コリドー : オーバーン～サクラメント～エメリービル～オークランド～サンノゼ

#### 近郊鉄道路線
- サンフランシスコ市営鉄道(Muni) - サンフランシスコ市内の路面電車、ケーブルカー、バス、トロリーバスを運行
- BART - ミルブレー、サンフランシスコ国際空港、オークランド、バークレー、フリーモント方面
- カルトレイン - サンノゼ、ギルロイ方面

### 道路
サンフランシスコは水路に遮られているために、通過する道路は少ない。

#### 高速道路
主要な高速道路としては、ベイブリッジのサンフランシスコ側を基点としてベイブリッジを渡り東に伸びる州間高速道路80号線（I-80）、サンフランシスコ中心街から南に延びるインターステート280号線、中心街から南部と北部に延びる国道101号線がある。

#### 市内道路
市内は坂が多い上に半島であるため土地もないため、駐車場料金が非常に高い。そのため、後述のBARTやカルトレインなどの郊外の駅の多くに駐車場が併設されていて、これを使ったパークアンドライドが盛んである。

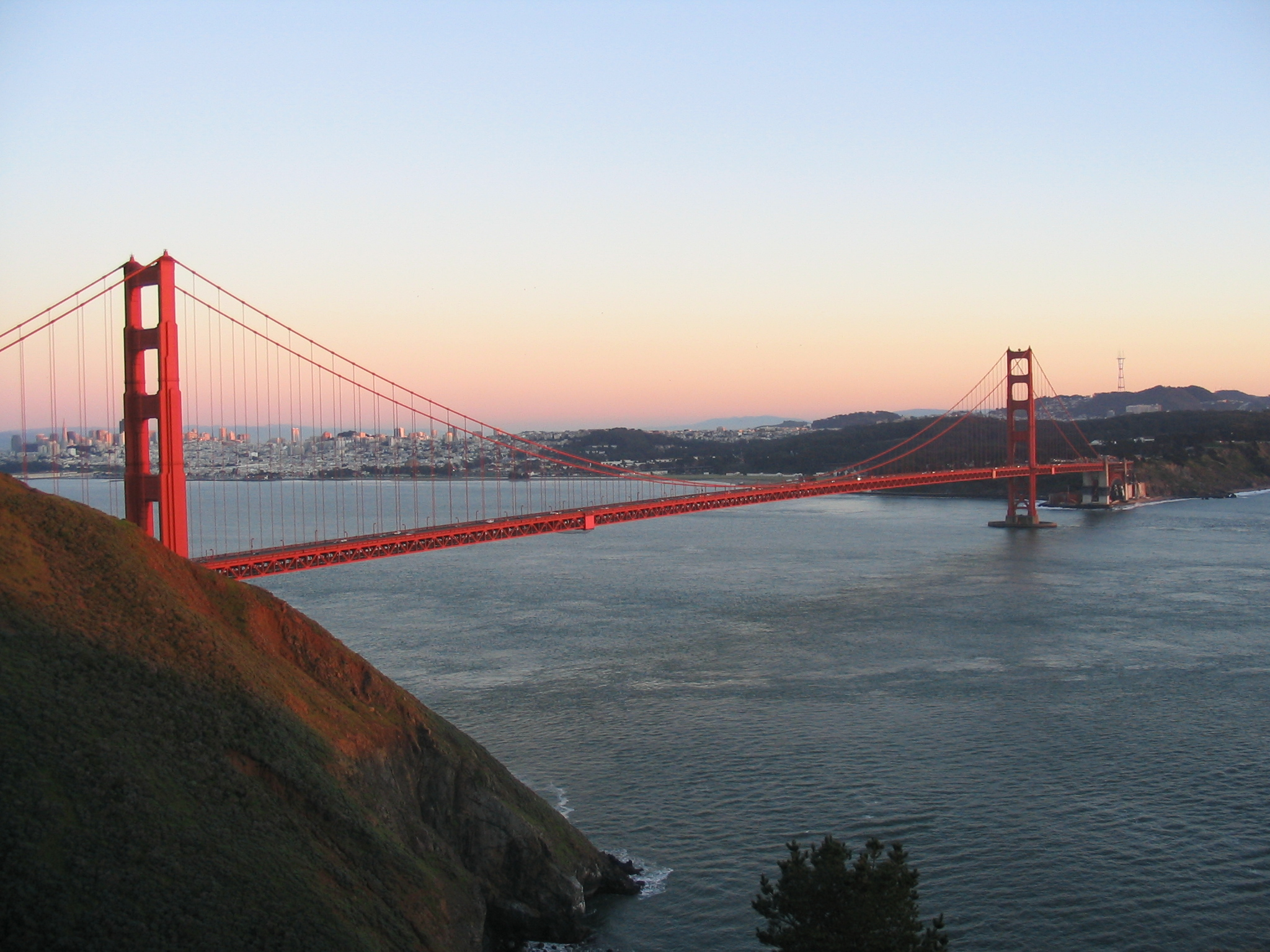
ゴールデンゲートブリッジ
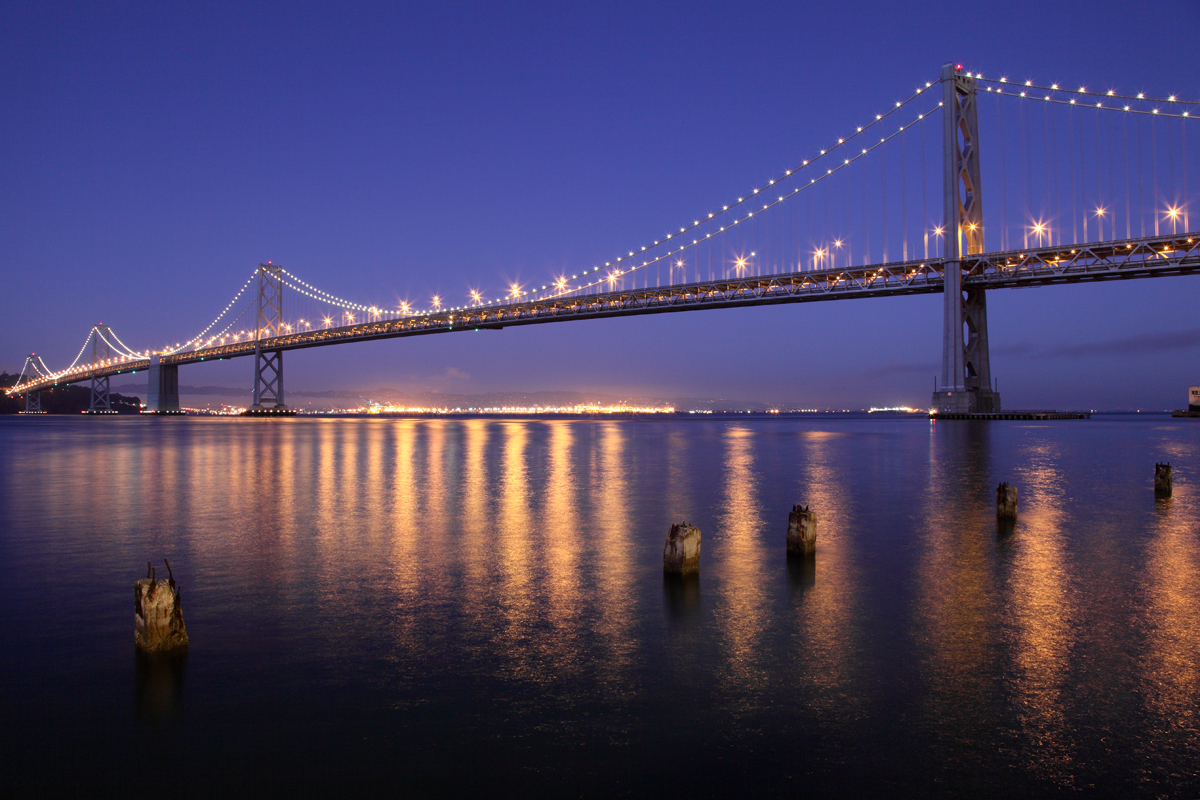
ベイブリッジ

### 航路

#### フェリー
サンフランシスコ・フェリービルはアメリカ合衆国国家歴史登録財に指定される文化財で、それ自体が観光名所となっている。サンフランシスコ湾内の各地に向かう便がある。

## 観光

### 都市観光

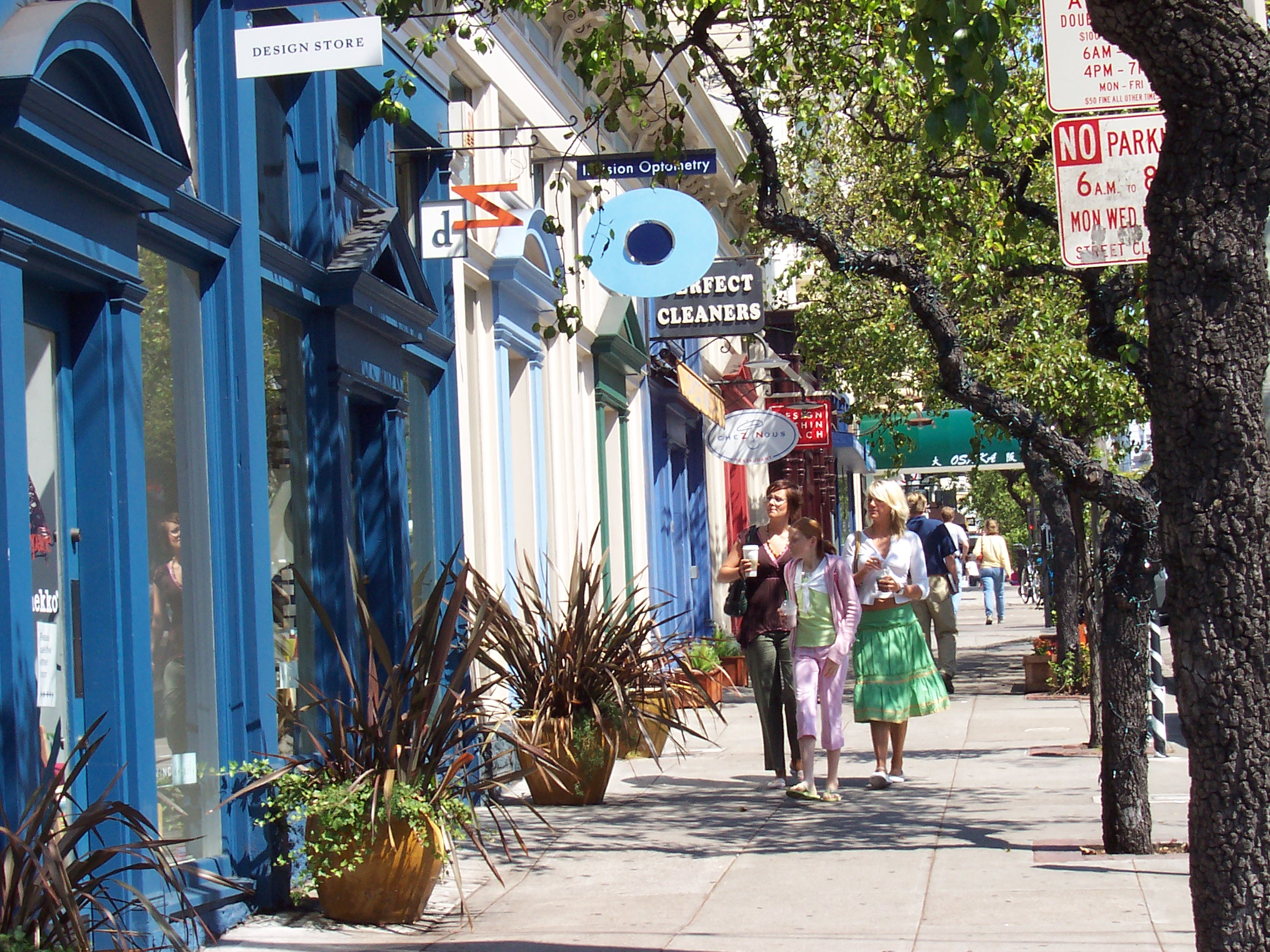
パシフィックハイツのフィルモア・ストリートには、ブティックが並ぶ。

フィナンシャル・ディストリクトやユニオン・スクエア周辺のような商業・ショッピングの中心地は、世界的に知られている。同時に、それを取り巻く多用途（商業・居住混在）地域も文化的な多様性があり、中心部から気軽に歩いて足を延ばせることから、サンフランシスコの特色となっている。そのため、サンフランシスコに対しては「最も歩きやすい街」という評価もある。
これらの多用途地区には、ビジネス、レストラン、コンサート会場などがあり、多くの市民や観光客が利用している。カウ・ホロー地区のユニオン・ストリートや、ノイ・バレー地区の24番ストリートのように、ブティック、カフェ、ナイトスポットが混じる街もある。こうした街づくりは、SOMA（サウス・オブ・マーケット）地区におけるビジネスと住民サービスが並行する都市再開発などにも影響を及ぼしている。

### 美術館とパフォーミング・アーツ

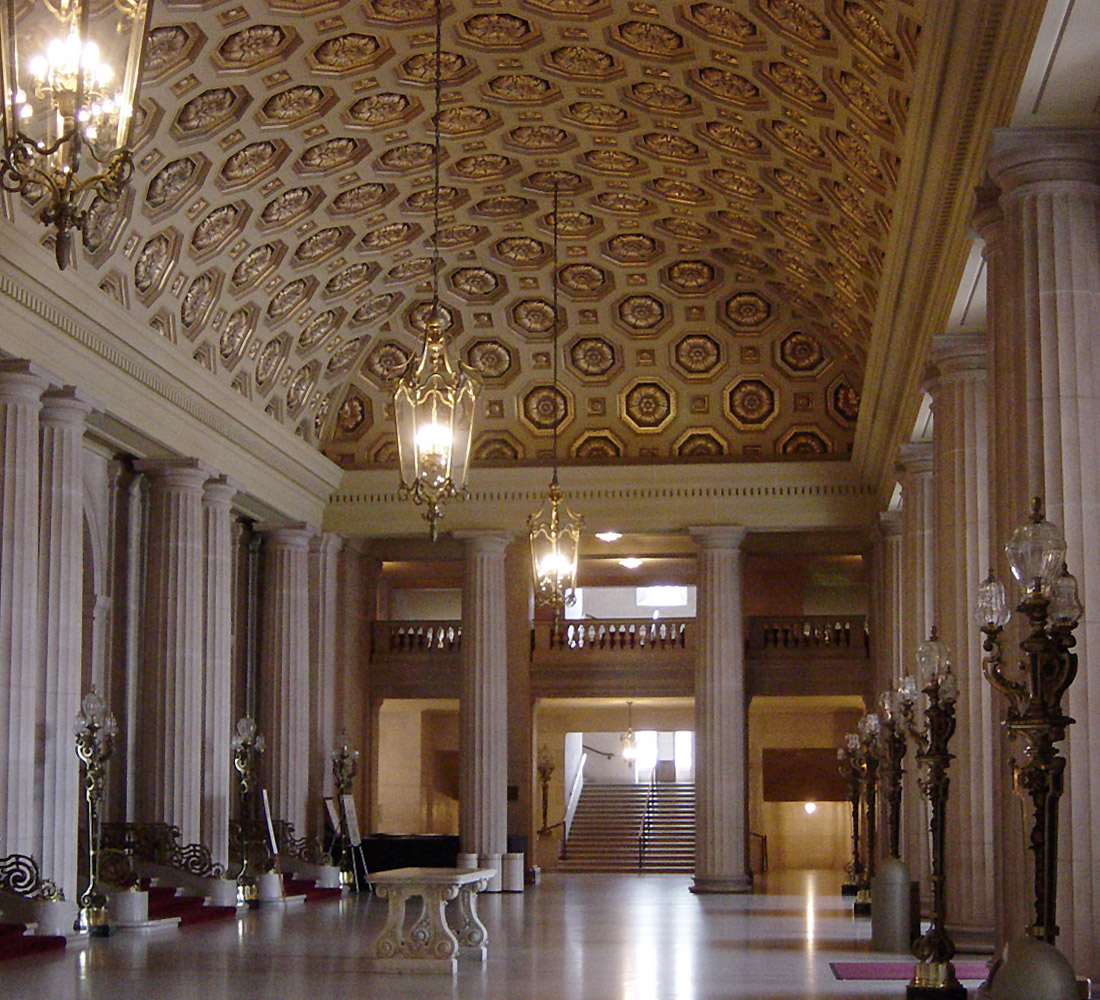
戦争記念オペラハウスのロビー、米国にてボザール様式で建てられた最後の建物の一つ

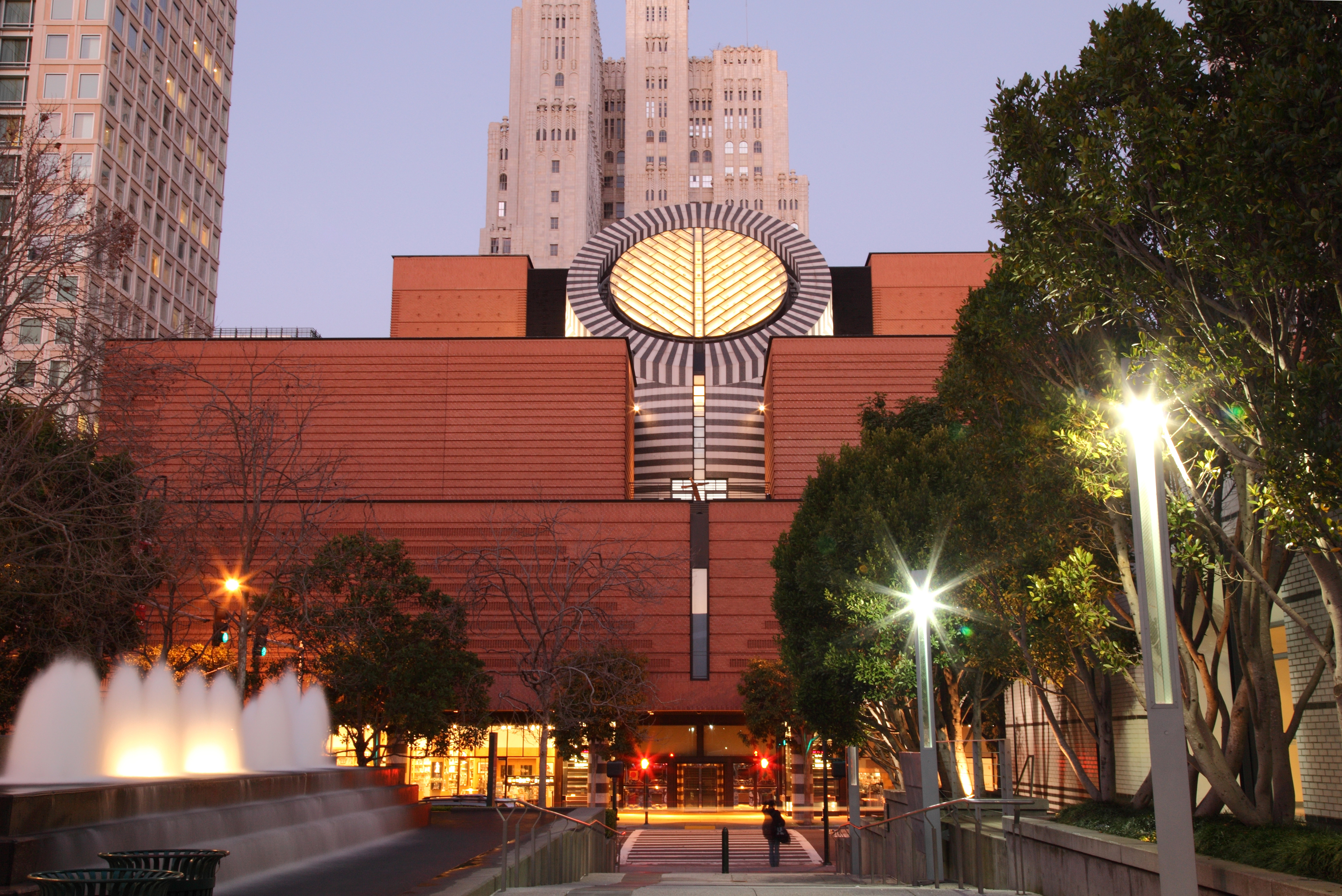
イエルバ·ブエナ·ガーデンから見たサンフランシスコ近代美術館の赤レンガとの中央の円形構造。アールデコ様式のパシフィックテレフォンビル（1925）が博物館の後ろに建っている。

- サンフランシスコ近代美術館（San Francisco Museum of Modern Art, 通称「SFMoMA」）
- アジア美術館（Asian Art Museum of San Francisco）
- デ・ヤング美術館（De Young Museum）
- ウォルト・ディズニー・ファミリー博物館（Walt Disney Family Museum）
- パレスオブファインアート（Palace of Fine Arts）
- サンフランシスコ・オペラ（San Francisco Opera）
- サンフランシスコ交響楽団（San Francisco Symphony）
- ロックの殿堂, サンフランシスコ

## 文化・名物

### 現代的な生活

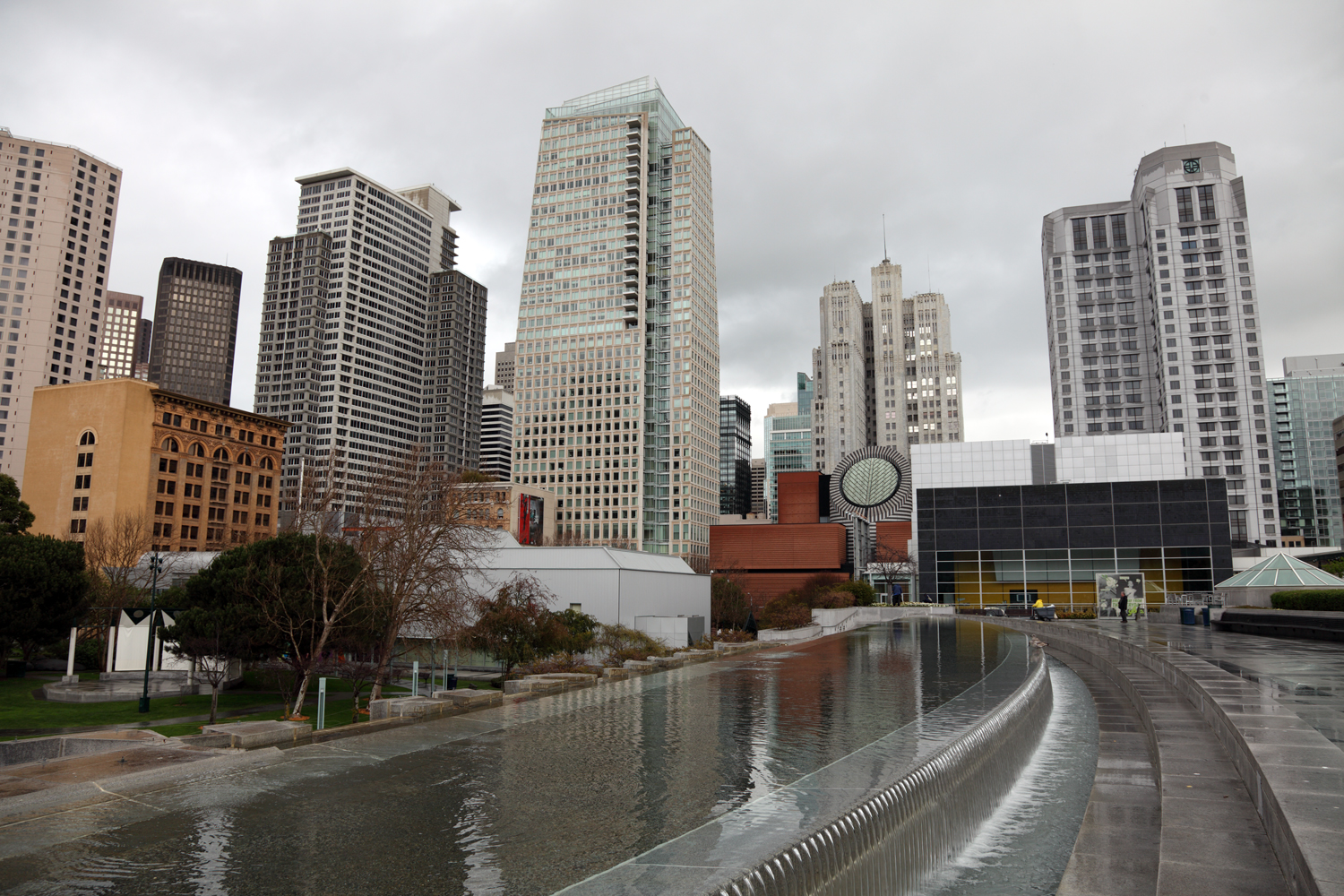
サウスオブマーケットの高層ビルに囲まれたイェルバブエナガーデン

シリコンバレーを中心としたITブームや、最近のインターネットバブルによりサンフランシスコの生活水準は向上し、世界中から大卒クラスの若いホワイトカラー層が集まってきている。
サウスビーチ地区からミッション・ベイ地区にかけて、エンバーカデロの再開発が進んだ。それにつれて、ブルーカラー層、中・低所得者層が住んでいた地区の多くでも、ジェントリフィケーションが進行した。不動産価格と世帯所得はいずれもアメリカ国内トップクラスへ跳ね上がった。
大型のレストラン、小売店、エンターテインメント施設が誕生した。生活費の高騰により、中・低所得者層は街中を去ってベイ・エリアの郊外や、カリフォルニアセントラルヴァレーへ移り住んでいった。

### 移民文化

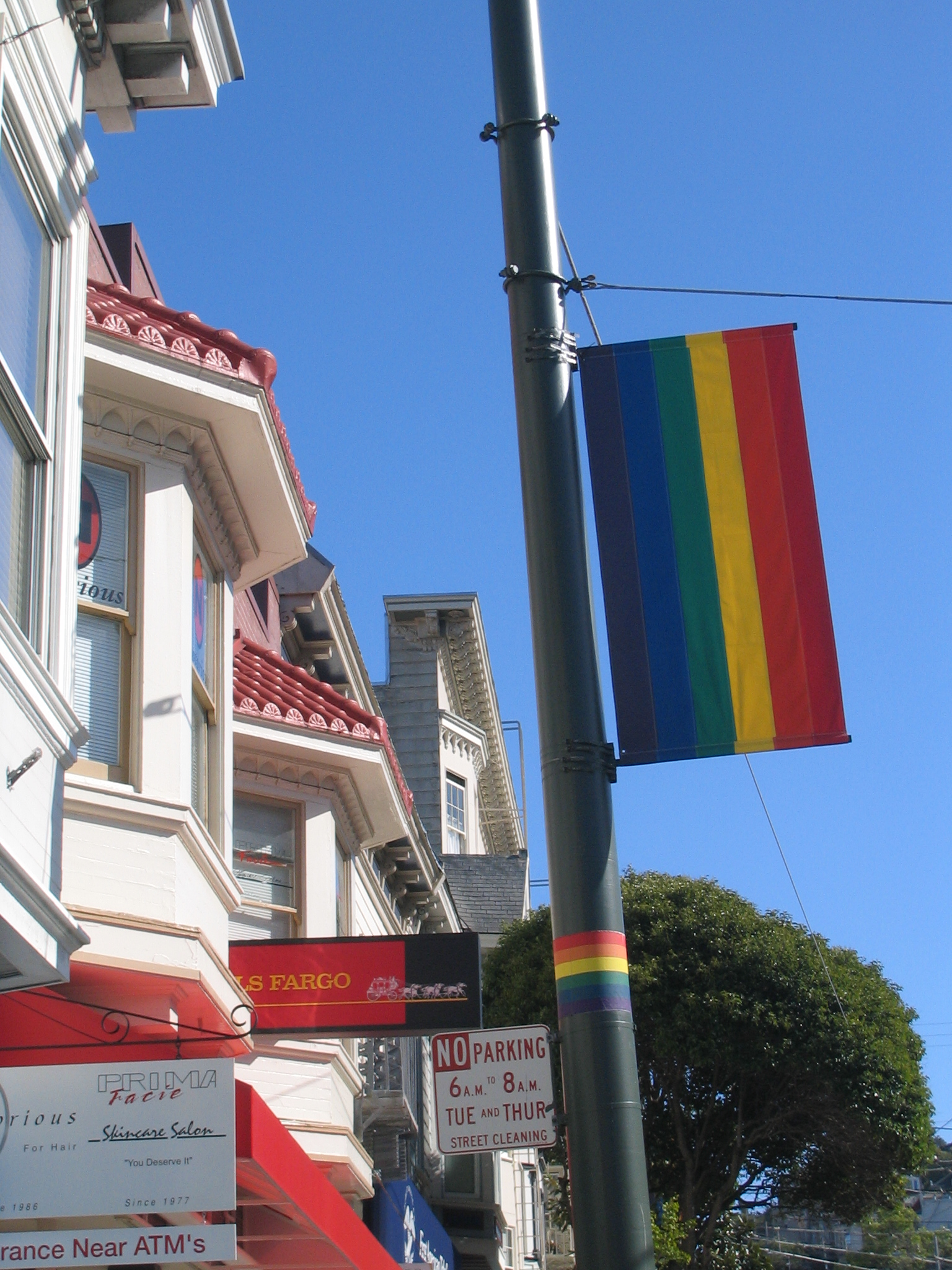
LGBT運動のシンボルであるレインボーフラッグは、サンフランシスコで生まれた。カストロ通りにはこうした旗が多く掲げられている。

サンフランシスコは、誕生以来、今日に至るまで、アジアやラテンアメリカの移民を多く受け入れ、国際色あふれる街となっている。
市民の39%が海外生まれで、こうした市民の需要に応える会社や施設が集まった地区も多い。
中でも、1970年代から急増した中国系移民は、古くからチャイナタウンを中心に栄えてきたコミュニティを活性化し、毎年行われる旧正月の祭りは、中国国外で最大のものに成長した。
また、ゲイ人口が多く、その政治的・文化的な影響力も大きい。
世界のゲイの人々にとっては最も人気のある観光地であり、世界最大・最古のプライド・パレードである「サンフランシスコ・プライド」が開かれる。

### スポーツ
- アメリカンフットボール（NFL）チームのサンフランシスコ・フォーティナイナーズ(本拠地はサンタクララ)
- メジャーリーグ（MLB）の野球チーム、サンフランシスコ・ジャイアンツ
- バスケットボール（NBA）のゴールデンステート・ウォリアーズ
- メジャーリーグクリケット（MLC）のクリケットチーム、サンフランシスコ・ユニコーンズ

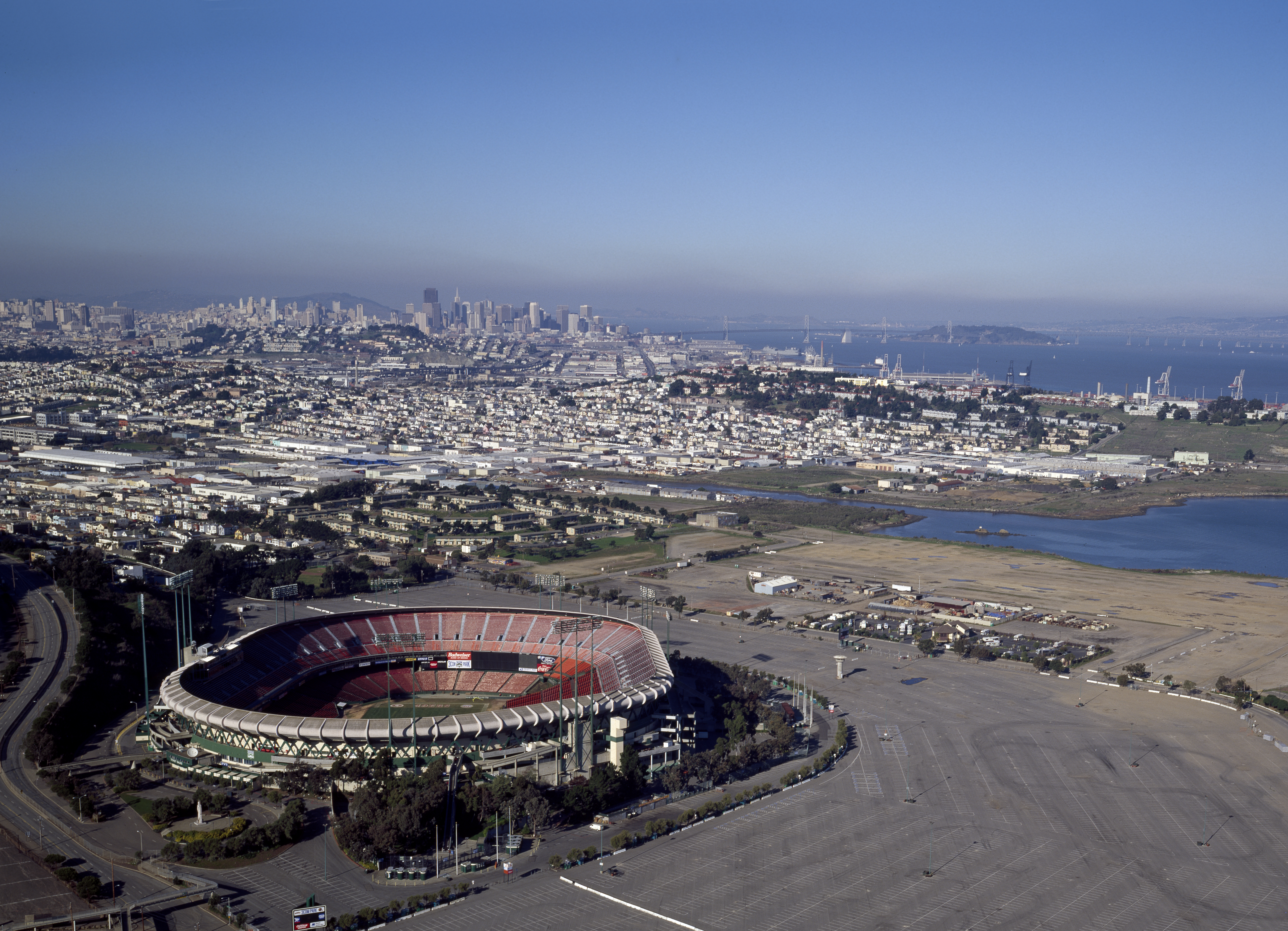
キャンドルスティック·パークは、2013年までジャイアンツとフォーティナイナーズの試合を開催した。
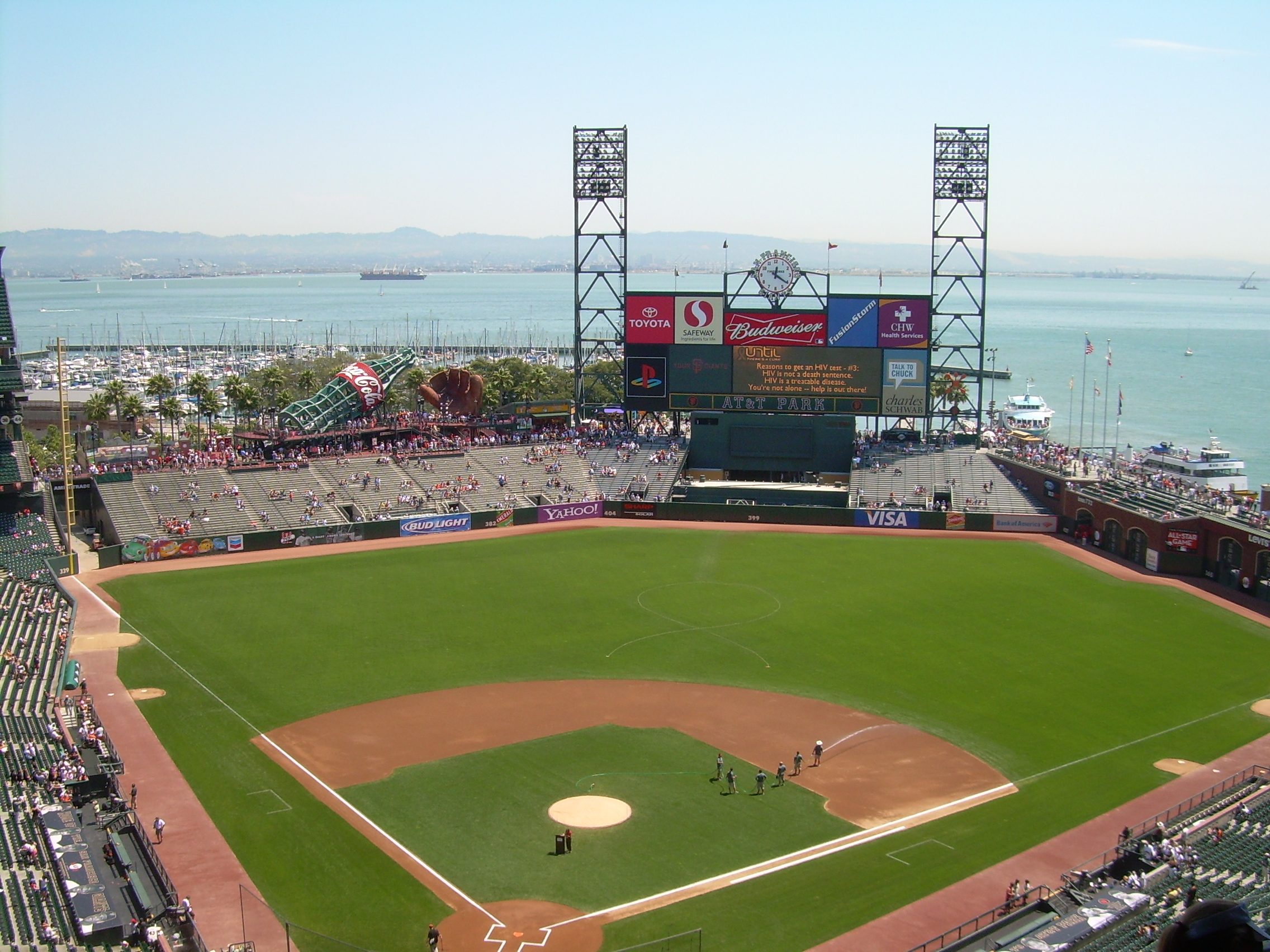
オラクル・パークは、 2000年にオープンした。
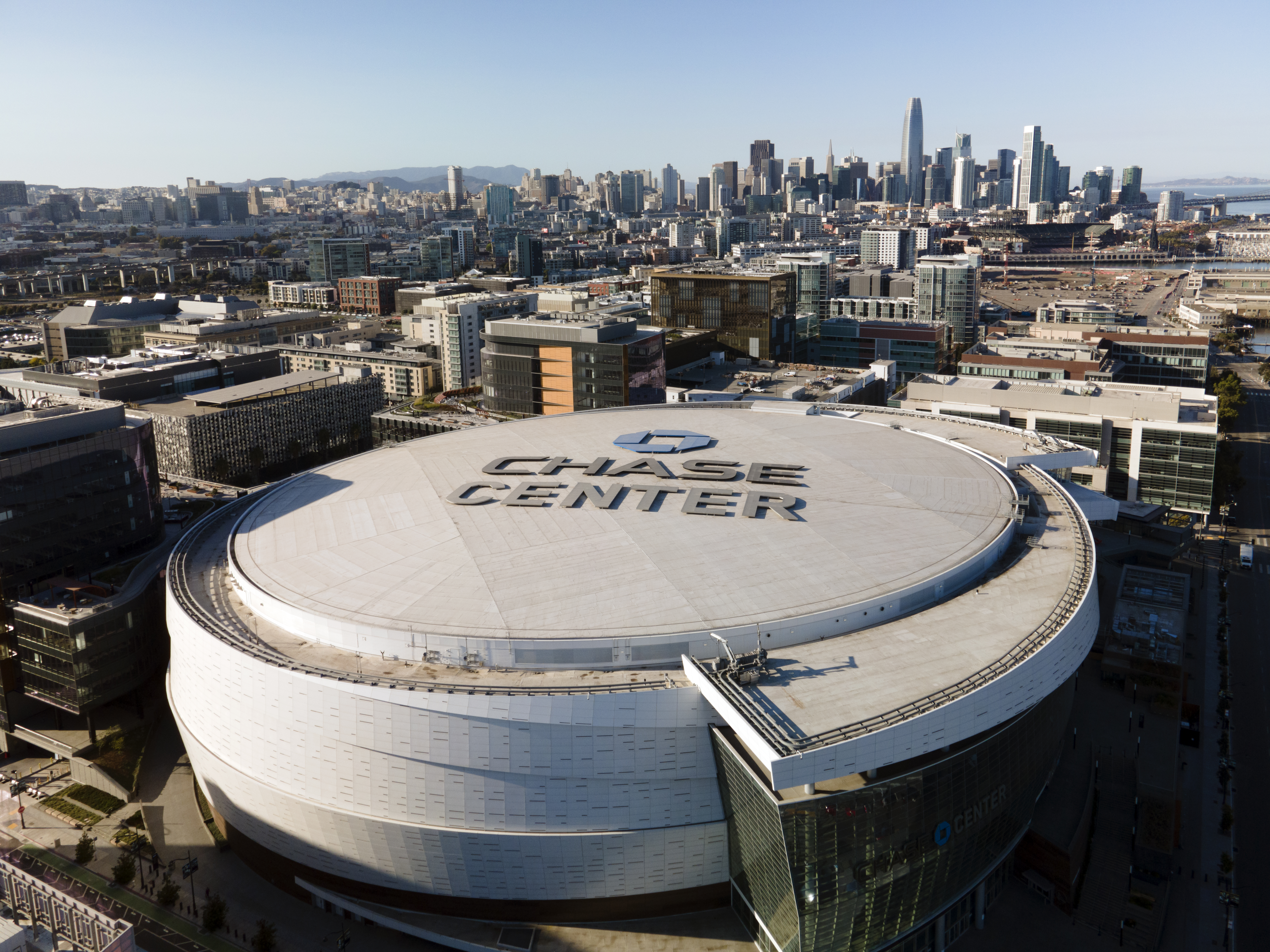
ウォリアーズの本拠地は2019年よりオークランドからサンフランシスコのミッション・ベイに移転した。写真はチェイス・センターと奥にはサンフランシスコのダウンタウンが見える。
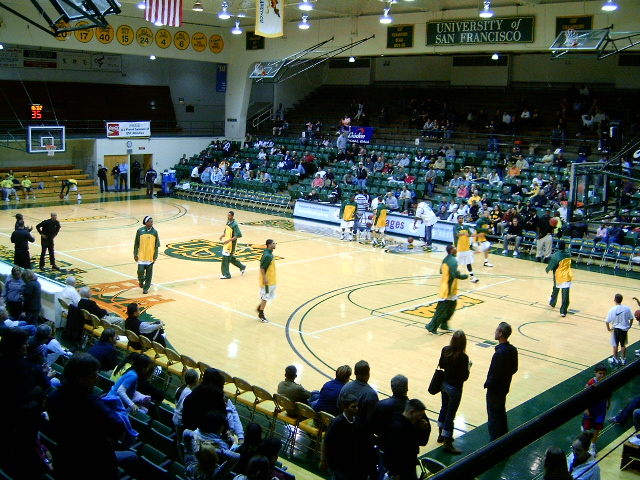
サンフランシスコ大学ドンズの男子バスケットボールチーム、戦争記念体育館にて。
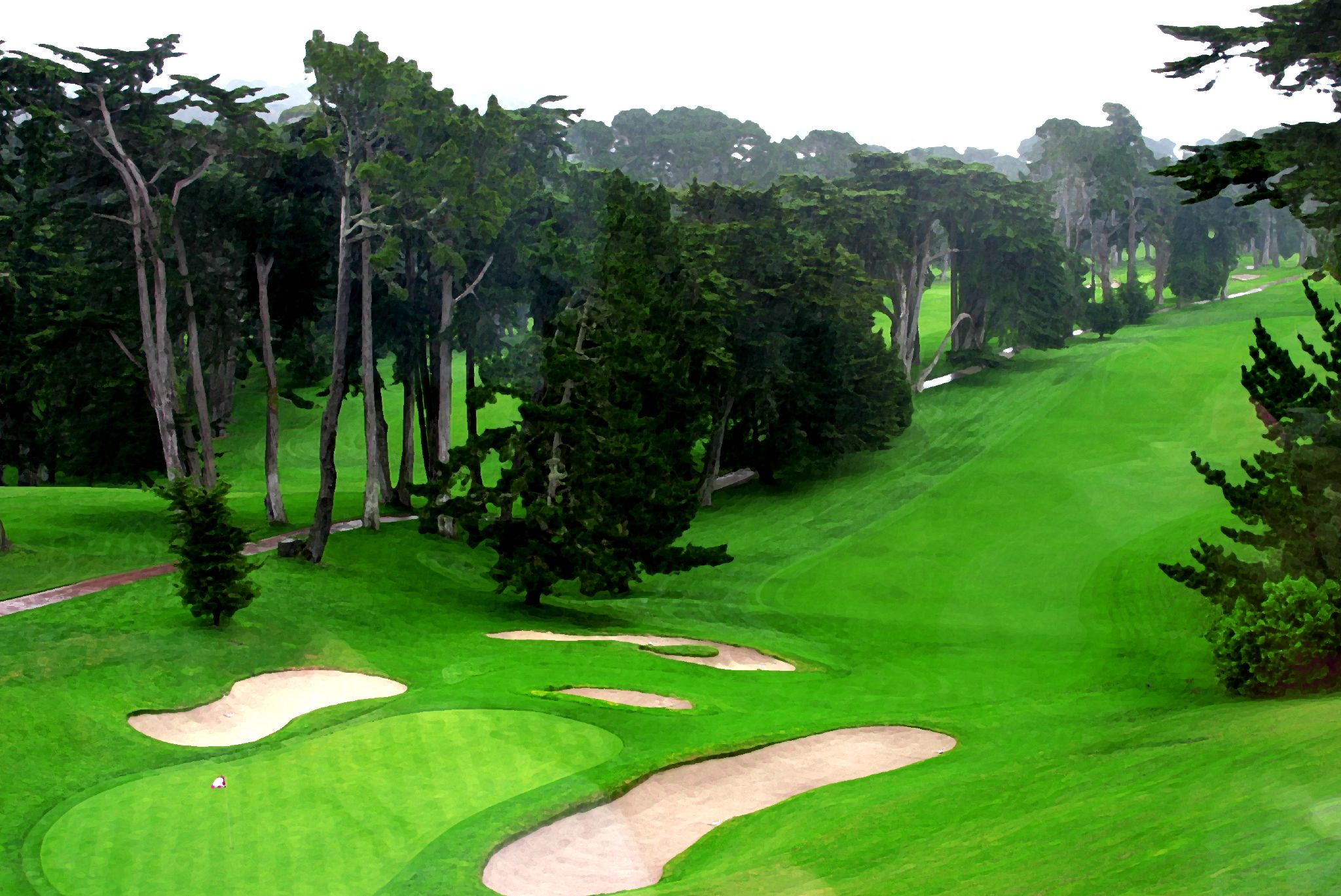
オリンピッククラブ（英語版）の18番ホール

## 出身関連著名人

### 出身者
- ロドニー・アノアイ（またはヨコズナ、プロレスラー）：1966年、サンフランシスコ生まれ。
- クリント・イーストウッド（俳優、映画監督）：1930年、サンフランシスコ生まれ。
- ドナート・カブレラ（指揮者）
- スティーブ・ジョブズ（起業家、実業家。Apple共同創業者）
- O・J・シンプソン（NFL選手、俳優）：1947年、サンフランシスコ生まれ。ロサンゼルスで発生した「O・J・シンプソン事件」の主要人物。
- 日野聡（日本の声優）[85]
- ダン・ファウツ（NFL選手）：1951年、サンフランシスコ生まれ。
- マリエル・ヘミングウェイ（女優）：作家アーネスト・ヘミングウェイの孫。近郊ミル・バレー (en) 生まれ。

#### サンフランシスコ出身のロックバンド
- サンタナ
- スティーヴ・ミラー・バンド
- グレイトフル・デッド
- クイックシルヴァー・メッセンジャー・サーヴィス
- ジャーニー
- ジェファーソン・エアプレイン /ジェファーソン・スターシップ /スターシップ：但し、結成されたのはサンフランシスコだが、メンバーで同市出身はジェファーソン・エアプレイン、ヴォーカルとリズムギターを担当していたポール・カントナーだけである。スターシップは、1980年代に『シスコはロックシティ』（“We built this city”）というヒット曲を生んでいることで有名。曲中に「サンフランシスコはゴージャスな快晴、ゴールデン・ゲート・ブリッジは車が大渋滞しています」というDJの声が入る。

- ヒューイ・ルイス&ザ・ニュース
- タワー・オブ・パワー

### 居住その他ゆかりある人物
- チェスター・ニミッツ（海軍元帥）：1885生。同地で死去。
- ジョー・ディマジオ（プロ野球選手）：1914年、郊外マーティネズ生まれ。1932年から3年ほどサンフランシスコ・シールズでプレーをし、ニューヨーク・ヤンキースに移籍。
- オリビア・デ・ハビランド（女優） - 1916生。下記ジョーン・フォンテインは妹。1919年、東京から郊外サラトガに移住。のちロス移住[86]。
- ジョーン・フォンテイン（女優）- 1917生。同上。のち東京、ロス[86]と移住。
- ビル・グレアム（英語版）（ロックコンサートのプロモーター、興行主）：1931生。上記ロックバンドのプロモートに関わった。ベルリン生まれ、NYブロンクス育ち。1991年、サンフランシスコ近郊でヘリコプター事故死。
- カマラ・ハリス（政治家〈米国副大統領〉、検察官〈カリフォルニア州司法長官〉）：1964生。2004年から第27代サンフランシスコ市郡地方検事 (en) を務めた。近郊オークランド出身。
- 山田わか（日本の女性運動家、福祉活動家）：1879生。渡米後騙されシアトルの苦界に身を沈めたサンフランシスコに脱出。現地で英学塾を開いていた山田嘉吉と結婚。
- オノ・ヨーコ（前衛芸術家）：1933生。2歳頃から2年ほど同地に居住。
- 村上雅則（プロ野球選手）：1944生。1964-65年、SFジャイアンツに在籍し、アジア人初のメジャーリーガー。

## サンフランシスコを舞台とした作品

### 映画
めまい (1958)
ヒッチコックによるホラー映画。ゴールデン・ゲート・ブリッジ、リージョン・オブ・オナー美術館、ミュアウッズ国定公園などが舞台として登場。

鳥 (1963)
ヒッチコックによるホラー映画。市内ユニオンスクエアのペットショップが冒頭に登場。メインとなる舞台はサンフランシスコ北にあるソノマカウンティのボデガベイで、現在もその家は残されている。

卒業 (1967)
ダスティン・ホフマン主演。UCバークレー、ベイブリッジ、サンフランシスコ動物園などが舞台として登場。

ブリット (1968)
スティーブ・マックイーン主演。ポリスアクション。マックイーン自らスタントに挑んだ、市街地の坂道を爆走する激しいカーチェイスは圧巻。

ダーティ・ハリーシリーズ (1971 - 1988)
クリント・イーストウッド主演。ポリスアクション。

タワーリング・インフェルノ (1974)
スティーブ・マックイーン、ポール・ニューマン主演。舞台となる高層ビルが市内ファイナンシャルディストリクトにあるという設定。主な撮影はLAで行われたが、旧バンクオブアメリカビルやハイアットリージェンシーホテル、エンバカデロなどが登場。

アルカトラズからの脱出 (1979)
クリント・イーストウッド主演。実話を基に制作されたものである。舞台は、サンフランシスコ湾に浮かぶアルカトラズ連邦刑務所である。そこは、脱出困難な刑務所と謳われていた。そこにフランク・モリスという囚人が収容されるが、彼が他の囚人たちの情報を元に計画的な脱獄を試みるストーリーである。なお、当時の刑務所に実在した囚人の一部は、名前を変えられている。

48時間 (1982)
ニック・ノルティ主演。エディ・マーフィの映画デビュー作。

スタートレックIV 故郷への長い道 (1986)
ウィリアム・シャトナー主演。宇宙船エンタープライズのクルー達は、23世紀の地球を救うために1986年のサンフランシスコへのタイム・トラベルを決行する。作中では、約150の惑星が加盟する惑星連邦の連邦評議会がサンフランシスコに置かれている設定である。

インナースペース (1987)
デニス・クエイド、メグ・ライアン主演。SF冒険コメディ。ゴールデン・ゲート・ブリッジや、市街地のケーブルカーが登場する。

恋のドッグファイト (1991)
リヴァー・フェニックス主演。ラブコメディ。ベトナム出征直前の海兵隊新兵と、フォークソングを愛するウェイトレスが、ドタバタ騒ぎを起こしつつ、恋に落ちる一夜を描く。

氷の微笑 (1992)
シャロン・ストーン、マイケル・ダグラス主演。市内コロンバスアベニューの「Tosca Cafe」等。ストーン本人はサンフランシスコクロニクル編集部長と結婚。

天使にラブ・ソングを… (1992)
ウーピー・ゴールドバーグ主演。チャーチストリートのセントポール教会が舞台。第2作ではノースビーチのセントピーターアンドポールチャーチに舞台が変更されている。

愛という名の疑惑 (1992)
リチャード・ギア、キム・ベイシンガー、ユマ・サーマン主演。ラブ・サスペンス。ゴールデン・ゲート・ブリッジの袂の灯台（実在しない架空の施設）が、クライマックスの舞台となっている。

ミセス・ダウト (1993)
ロビン・ウィリアムズ主演。舞台となった一軒家 (2640 Steiner St.) は現在観光名所となっている。

インタビュー・ウィズ・ヴァンパイア (1994)
トム・クルーズ、ブラッド・ピット出演。吸血鬼だと名乗る男が、記者に語ったミステリー。ゴールデン・ゲート・ブリッジやフェリービルディングなどが登場。原作・脚本を手がけたアン・ライスはサンフランシスコ州立大学出身。

告発 (1994)
ケビン・ベーコン出演。アルカトラズ島、市庁舎、パレスオブファインアート、アラモ・スクエアなど。

9か月 (1995)
ヒュー・グラント出演。友人の売れない画家（ジェフ・ゴールドブラム）が アルカトラズ島を描き、看板見たいといわれて捨てるシーンがある。

ザ・ロック (1996)
ショーン・コネリー、ニコラス・ケイジ主演。アルカトラズ刑務所が主要舞台。また、前半では市街地での追跡劇が展開され、ここではサンフランシスコ名物のケーブルカーも登場。

奇跡の旅2/サンフランシスコの大冒険 (1996)
『奇跡の旅』の続編で山野ではなく都会が舞台になっている。犬のチャンスがメスののディライラに街を案内してもらう。

スウィート・ノベンバー (2001)
キアヌ・リーブス、シャーリーズ・セロン主演。広告代理店に務める男性と、偶然出会った女性とのラブロマンス。主人公の住むアパートはポトレロヒルにある。ラストシーンはミッションドロレスパークの鉄橋。

プリティ・プリンセス (2001)
アン・ハサウェイ主演。主人公の住むアパートはソーマエリアにある。主人公の通う高校はパシフィックハイツにあるHamlin School。

SAYURI (2005)
チャン・ツィイー主演。物語の舞台は架空の日本の街（京都・祇園のイメージ）だが、ゴールデン・ゲート・パーク内の日本庭園や、サンフランシスコ南のサラトガにある箱根ガーデン等で撮影が行われた。

幸せのちから (2006)
ウィル・スミス主演。グレンパーク駅、中華街、ファイナンシャルディストリクト他。主人公が駆け込む駅の概観は、デュボースパークに撮影用に立てられたもので実在しない。

ゾディアック (2007)
ジェイク・ギレンホール主演。1960年代にサンフランシスコ、ナパ、バレイホなどベイエリア広域で実際に起きた連続殺人事件を題材にしている。サンフランシスコ・クロニクル本社、プレシディオ、ゴールデン・ゲート・ブリッジなど。

ニード・フォー・スピード(2014年)
アーロン・ポール主演。レースゲーム「ニード・フォー・スピード」を題材としている。架空のレース大会「デレオン」の開催地で主人公が搭乗するシェルビー・マスタングを大破させられ、その際にライバルが使用していたケーニグセグ・アゲーラRに乗り換える。

### 音楽
「サンフランシスコ・ベイ・ブルース」：San Francisco Bay Blues
ジェシー・フラー、フィービ・スノウほか多数
「花のサンフランシスコ」：San Francisco (Be Sure to Wear Flowers in Your Hair)
スコット・マッケンジーの楽曲。1960年代のフラワー・ムーブメントを象徴する一曲。
「霧のサンフランシスコ」：I left my heart in San Francisco
トニー・ベネットの楽曲、ほか1曲が市歌になっている (前述) 。
「サンフランシスコ」：San Francisco
ヴィレッジ・ピープルの楽曲。
「桑港のチャイナ街(シスコのチャイナタウン)」
渡辺はま子の楽曲。日本においてサンフランシスコという名が一般大衆に広まるきっかけとなった曲。

### ドラマ
私立探偵ハリー
サンフランシスコを舞台としたミステリードラマ。詳しくは私立探偵ハリーの項目を参照。
刑事ナッシュ・ブリッジス
サンフランシスコ市警を舞台としたポリスアクションドラマ。コメディ要素も強い。詳しくは刑事ナッシュ・ブリッジスの項目を参照。
ダーマ&グレッグ
サンフランシスコの地下鉄（ミュニと思われる）で出会った上流階級出身の弁護士、グレッグとヒッピーの両親の元に生まれた自由奔放な女性、ダーマの夫婦二人織り成すコメディー。サンフランシスコ市内の映像が方々に映り、かなりディフォルメされているものの、ベイエリアのヒッピー文化、多様性を見て取れる。
フルハウス
サンフランシスコ市内のヴィクトリア様式の1軒の家に住む父と3人姉妹とその親類にまつわるドタバタコメディー。以前NHK教育テレビ（Eテレ）で何度も放送され、人気であった。一家の大黒柱ダニー・タナーは、サンフランシスコにあるケーブルテレビのキャスターという設定。このショーからの出身者に、オルセン姉妹などがいる。
フラーハウス
上記『フルハウス』のスピンオフシリーズ。
サンフランシスコの空の下
両親を失った5人の兄弟の物語。
名探偵モンク
神経症のため休職中の刑事が犯罪コンサルタントとして活躍するミステリー。コメディ要素も強い。
「スタートレック」シリーズ（テレビシリーズ、映画版シリーズともに）
各シリーズの劇中では、22世紀後半（の2161年）以降、惑星連邦の首都とされており、連邦最高評議会、宇宙艦隊司令本部、宇宙艦隊士官アカデミーなどが設置されている。なお、5番目のテレビシリーズである『スタートレック:エンタープライズ』の舞台となる22世紀中期（の2150年代）の時点では、惑星連邦・宇宙艦隊の前身である地球連合の宇宙艦隊司令本部などが設置されているという設定になっている。

### ゲーム
クレイジータクシー
サンフランシスコが舞台のドライビングゲーム。プレイヤーはタクシードライバーとして制限時間内に客を目的地に届ける。当初アーケードゲームとしてリリースされ、その後各種コンシューマ機に移植された。
Driver 潜入!カーチェイス大作戦
プレイステーションのオープンワールドのレースゲーム。舞台の一つがサンフランシスコである。
ソニックアドベンチャー2
劇中、主人公達がサンフランシスコに酷似した街中をGUNの追手から逃走する場面がある。
グランド・セフト・オート・サンアンドレアス(2004年)
オープンワールド型のクライムアクションゲーム。サンフランシスコをモデルとしたサンフィエロという都市が登場する。
ドライバー:サンフランシスコ (2011年)
サンフランシスコが舞台であるオープンワールドのレースゲーム。ゴールデン・ゲート・ブリッジ、市北部地域までを含む20kmの道路が再現されていて、ランドマークである、トランスアメリカ・ピラミッドやピア39、チャイナタウンなどの観光名所も網羅されている。サンフランシスコ以外でも、マリン郡とオークランドも再現されている。
ニード・フォー・スピード ザ・ラン (2011年)
アメリカ大陸全土を横断するレースゲーム。架空のレース大会「ザ・ラン」の開催地でありスタート地点。レース開始時、ザ・ランに参加しているレーサーを確保しようと警察がサンフランシスコを封鎖し始める
ウォッチドッグス2(2016年)
オープンワールド型アクションゲーム。忠実に再現したサンフランシスコが登場する。

## その他
- ファイナンシャルディストリクトに第12地区連邦準備銀行がおかれている。
- 合衆国皇帝にしてメキシコの庇護者ノートン1世を名乗った男、ジョシュア・ノートンが住んでいた都市。
- 日米親善の功績を認められた浅野七之助を記念して、5月16日を浅野七之助デーと定めた。

## ギャラリー

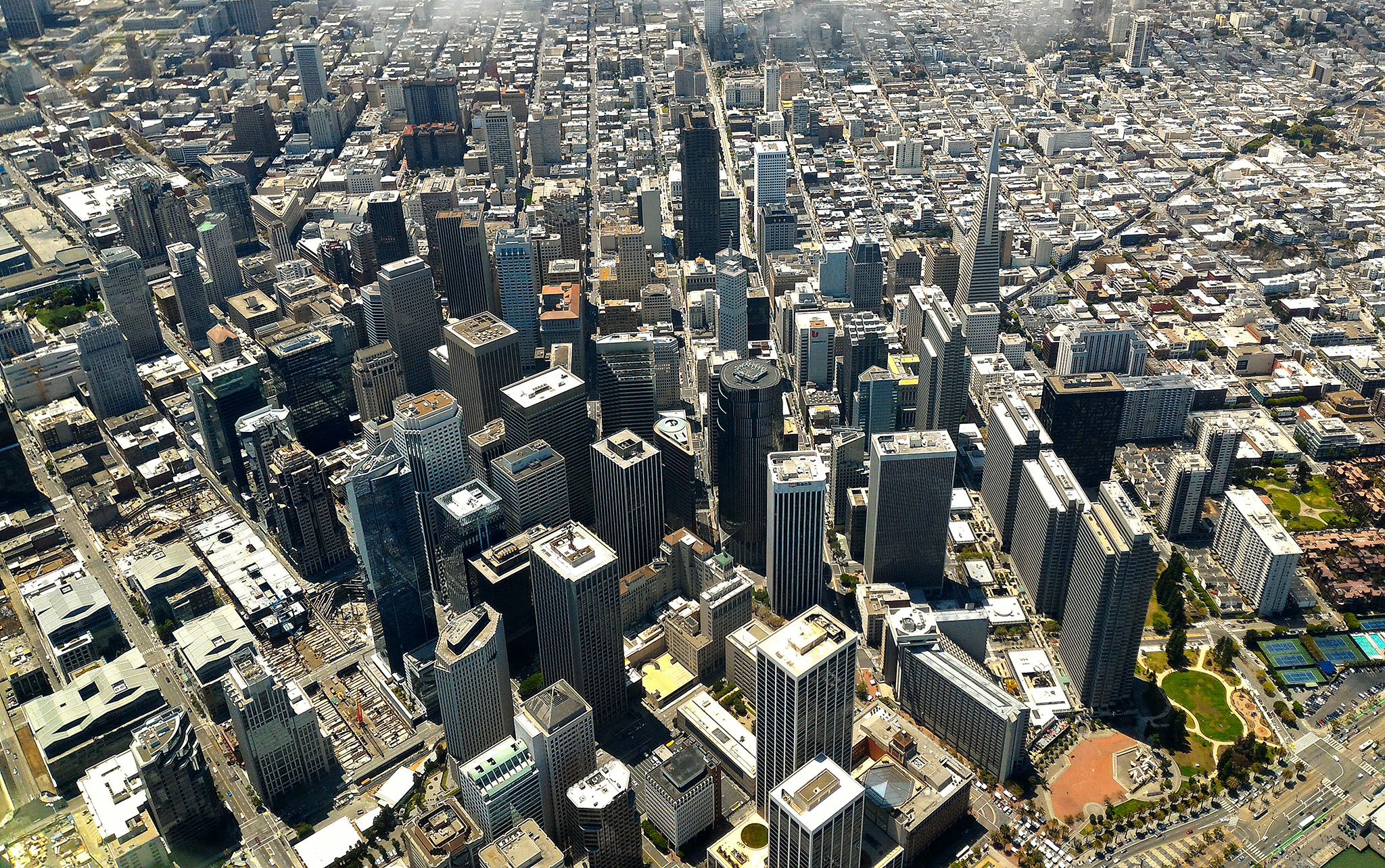
サンフランシスコの中心業務地区
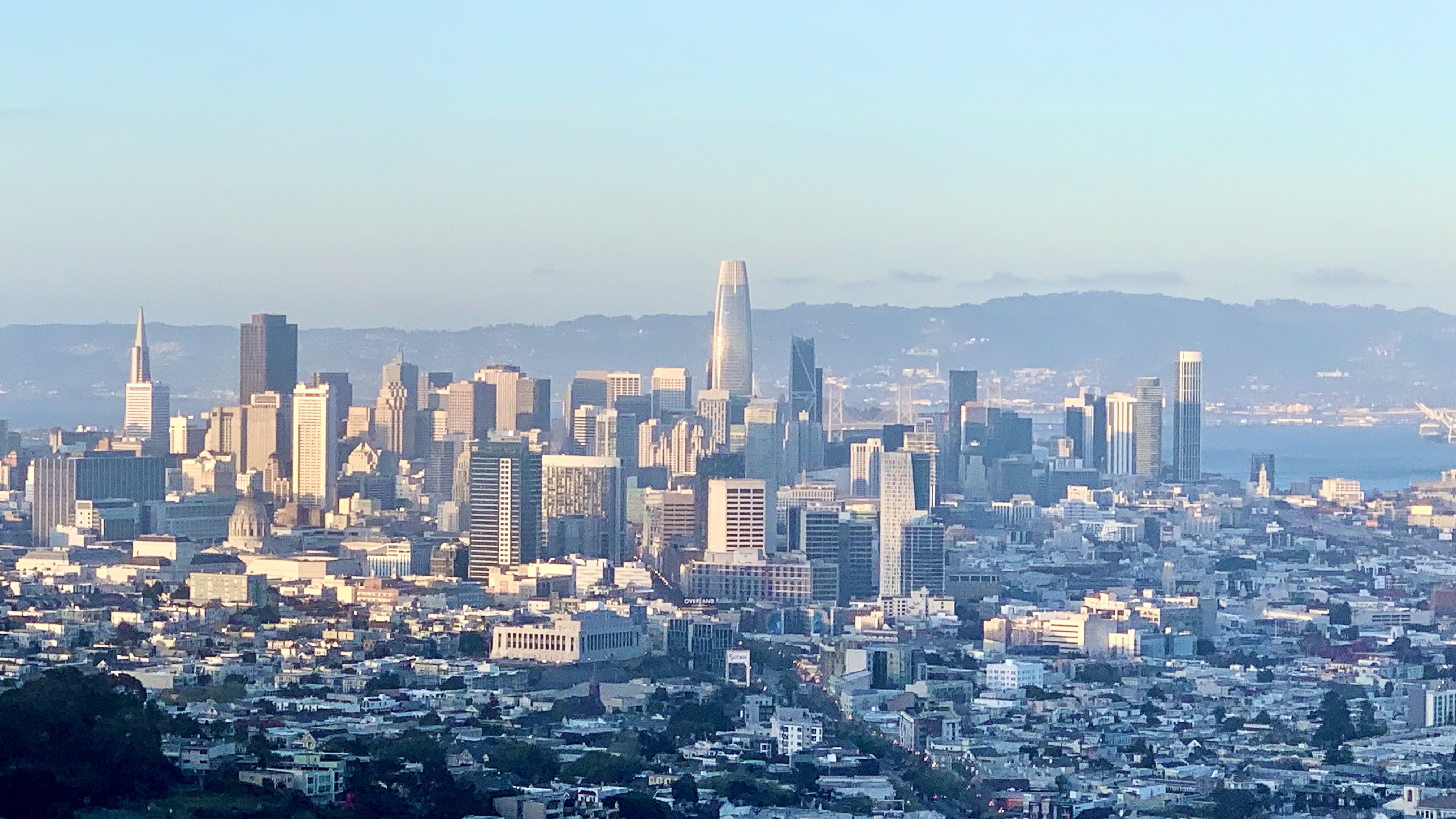
サンフランシスコのスカイライン（2021年）
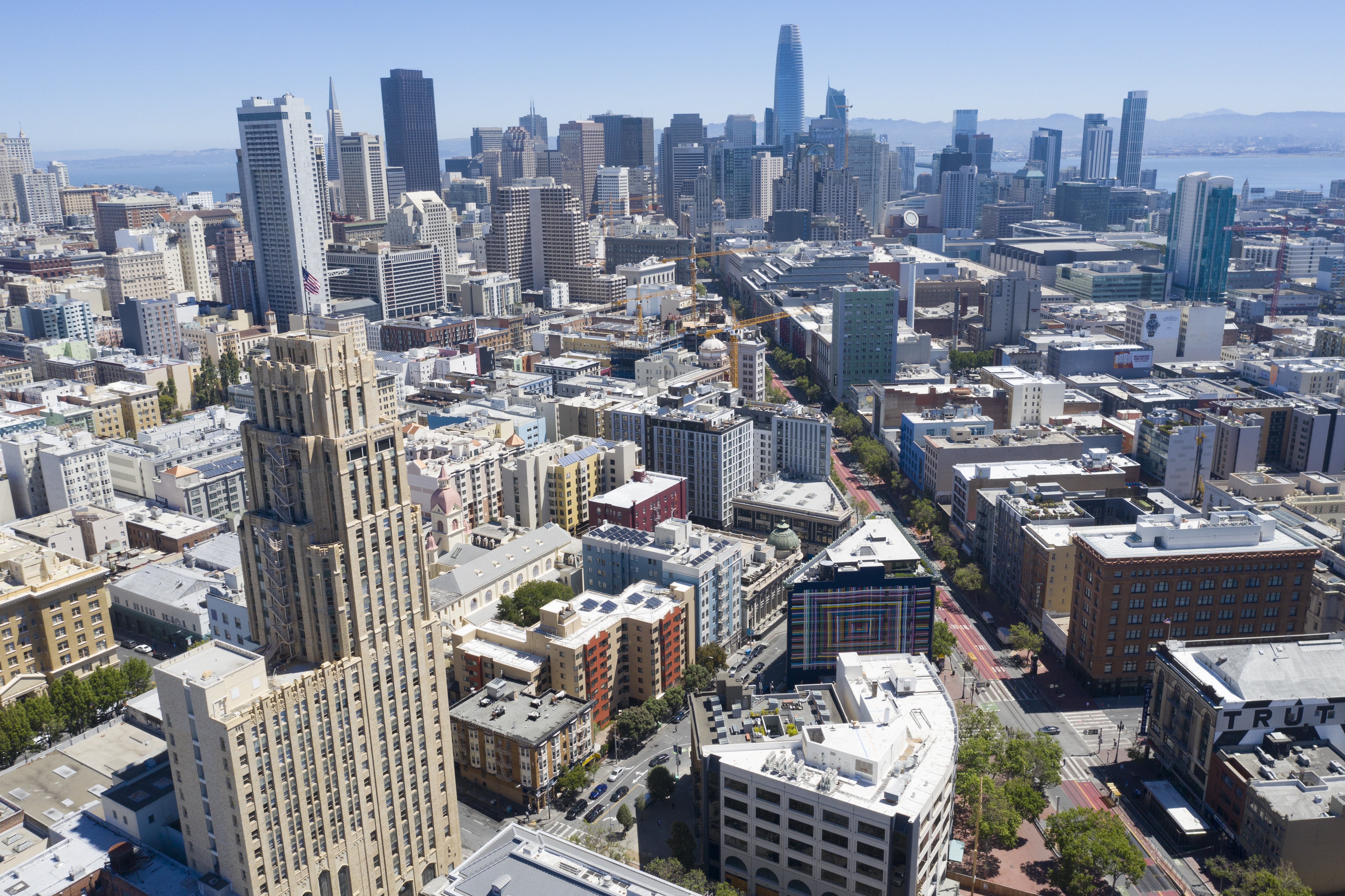
サンフランシスコのダウンタウン（2020年）